# 田辺三菱製薬
田辺三菱製薬株式会社（たなべみつびしせいやく、英: Mitsubishi Tanabe Pharma Corporation）は、日本の製薬会社である。大阪府大阪市中央区道修町に本社・本店を、東京都千代田区丸の内に東京本社を置く。
かつては現在の三菱ケミカルグループの子会社であったが、2025年7月1日付で米国の投資会社のベインキャピタルの傘下企業となった。これに伴い、2025年12月1日より商号が田辺ファーマ株式会社（たなべふぁーま、英: Tanabe Pharma Corporation）に変更されることが公表されている。
三菱グループと三和グループ（三水会とその後身社長会である水曜会及びみどり会）に所属している。

## 企業理念・企業スローガン
- MISSION
  - 病と向き合うすべての人に、希望ある選択肢を。（2021年（令和3年）4月1日 - 現在）
- VISION 30
  - 一人ひとりに最適な医療を届けるヘルスケアカンパニー（2021年（令和3年）4月1日 - 現在）

### 過去の企業スローガン
田辺製薬
- 守りたいものがあります

田辺三菱製薬発足後
- 医薬品の創製を通じて、世界の人々の健康に貢献します（発足 - 2021年（令和3年）3月31日）

## 事業所一覧
2025年（令和7年）4月1日時点

### 本社
- 本社 - 大阪府大阪市中央区道修町三丁目2番10号
- 東京本社 - 東京都千代田区丸の内一丁目1番1号（パレスビル）

### 営業本部・支店
- 営業本部 - 大阪府大阪市中央区道修町三丁目2番10号
- 北海道東北支店 - 宮城県仙台市青葉区一番町一丁目9番1号（仙台トラストタワー8階）
- 関東第一支店 - 東京都文京区後楽二丁目6番1号（住友不動産飯田橋ファーストタワー31階）
- 北関東甲信越支店 - 埼玉県さいたま市大宮区桜木町一丁目10番地17（シーノ大宮サウスウィング15階）
- 関東第二支店 - 埼玉県さいたま市大宮区桜木町一丁目10番地17（シーノ大宮サウスウィング15階）
- 東海北陸支店 - 愛知県名古屋市中区丸の内三丁目7番2号
- 関西支店 - 大阪府大阪市中央区道修町三丁目2番10号
- 中四国支店 - 広島県広島市東区二葉の里三丁目5番7号（GRANODE広島6階）
- 九州支店 - 福岡県福岡市博多区冷泉町2番1号（博多祇園M-SQUARE9階）
- その他、全国の主要都市に103営業所を置く。

### 研究拠点
- 横浜事業所 - 神奈川県横浜市青葉区鴨志田町1000番地
- 湘南事業所 - 神奈川県藤沢市村岡東二丁目26番地1（湘南ヘルスイノベーションパーク）
- 小野田事業所 - 山口県山陽小野田市大字小野田7473番地2
- 吉富事業所 - 福岡県築上郡吉富町大字小祝955番地

### ヘルスケア事業部
- ヘルスケア事業部 - 大阪府大阪市中央区道修町三丁目2番10号
- 東日本営業所 - 東京都千代田区丸の内一丁目1番1号（パレスビル）
- 北海道・東北エリア - 宮城県仙台市青葉区一番町一丁目9番1号（仙台トラストタワー8階）
- 首都圏・東日本エリア - 東京都千代田区丸の内一丁目1番1号（パレスビル）
- 西日本営業所 - 大阪府大阪市中央区道修町三丁目2番10号
- 西日本エリア - 大阪府大阪市中央区道修町三丁目2番10号
- 近畿・東海エリア - 大阪府大阪市中央区道修町三丁目2番10号
- 中国・四国エリア - 広島県広島市東区二葉の里三丁目5番7号（GRANODE広島6階）
- 九州エリア - 福岡県福岡市博多区冷泉町2番1号（博多祇園M-SQUARE9階）

### 過去の事業所
- 日本橋ビル - 東京都中央区日本橋本町二丁目2番6号
- 三番町ビル - 東京都千代田区三番町26番地
- 湯島ビル - 東京都文京区湯島一丁目6番7号
- 道修町ビル - 大阪府大阪市中央区道修町一丁目2番6号
- 淡路町ビル - 大阪府大阪市中央区淡路町二丁目5番6号
- 平野町1号ビル - 大阪府大阪市中央区平野町二丁目6番6号
- 平野町2号ビル - 大阪府大阪市中央区平野町二丁目6番9号
- 平野町3号ビル - 大阪府大阪市中央区平野町三丁目2番8号
- 平野町4号ビル - 大阪府大阪市中央区平野町二丁目6番4号
- 鹿島事業所 - 茨城県神栖市砂山14番地6
- かずさ事業所 - 千葉県木更津市かずさ鎌足一丁目1番地1
- 枚方事業所 - 大阪府枚方市招提大谷二丁目25番1号
- 枚方物流事業所
- シンガポール駐在員事務所
- ロンドン事務所
- 上海事務所
- 戸田事業所 - 埼玉県戸田市川岸二丁目2番50号
- 加島事業所 - 大阪府大阪市淀川区加島三丁目16番89号

## 子会社
- 田辺三菱製薬工場株式会社
- 田辺三菱製薬プロビジョン株式会社
- 田辺パルムサービス株式会社

### 過去に存在した子会社
- MPテクノファーマ株式会社
- 立石製薬株式会社
- サンケミカル株式会社
- MPロジスティクス株式会社
- タマ化学工業株式会社
- 栄研化学株式会社
- 田辺シンテックス株式会社
- 興栄商事株式会社
- 田辺製薬エンジニアリング株式会社
- エースアート株式会社
- アルケマ吉富株式会社
- 田辺製薬商事株式会社
- 不二興産株式会社
- 山口田辺製薬株式会社
- ホシエヌ製薬株式会社
- 小倉美術印刷株式会社
- 株式会社ベネシス - 2012年（平成24年）10月1日に日本赤十字社の血漿分画事業部門と統合され、一般社団法人日本血液製剤機構となった。
- 長生堂製薬株式会社
- 株式会社ウェルファイドサービス
- 株式会社田辺アールアンドディー・サービス
- 株式会社エーピーアイ コーポレーション
- 田辺製薬販売株式会社
- 株式会社バイファ
- 広東田辺医薬有限公司
- タナベエーエーアイエルエルシー
- タナベセイヤクシンガポール社
- タナベセイヤクマレーシア社
- タナベU.S.A.社
- MTファーマ アメリカ社
- タナベ・ファーマ・デベロップメント・アメリカ・エルエルシー
- タナベヨーロッパ社
- 三菱製薬（広州）有限公司
- タナベインドネシア社
- ミツビシタナベファーマ アメリカ社
- MTファーマ シンガポール社
- MTファーマ タイランド社
- MTファーマ アメリカ社
- 株式会社マルゴ経営研究会
- マルゴ不動産株式会社
- 田辺総合サービス株式会社
- 田辺製薬吉城工場株式会社
- サンテラボ・タナベシミイ社
- 吉富薬品株式会社

## 沿革

### 田辺製薬株式会社
- 1678年（延宝6年） - 初代田邊屋五兵衛が大阪・土佐堀田邊屋橋（現在の常安橋）南詰に薬種問屋「田邊屋振出薬」（通称・たなべや薬）を創業。
- 1791年（寛政3年） - 6代目田邊五兵衛、薬種中買株仲間に正式加入。
- 1855年（安政2年） - 11代目田邊五兵衛、大阪府大阪市中央区道修町三丁目2番10号周辺に新店舗を構える。
- 1870年（明治3年） - 他社に先駆け洋薬取り扱いを開始。
- 1877年（明治10年） - 道修町店舗に「製薬小工場」を設置。
- 1885年（明治18年） - 大阪府大阪市北区南同心町に「製薬場」を建設。
- 1916年（大正5年）5月 - 大阪府大阪市北区本庄に「最新式製薬工場」を建設開始。国内生産体制を整える。
- 1922年（大正11年） - 自社新薬第1号「アヂナミン」の製造を開始。「新薬部門」及び「貿易部門」設置。
- 1925年（大正14年）8月 - 山口県小野田町（現・山陽小野田市）に小野田工場（現・田辺三菱製薬工場小野田工場及び小野田事業所）を建設。
- 1927年（昭和2年）‐ 田邊五兵衛商店サッカー部を創設。
- 1930年（昭和5年） - 本庄工場に研究室を設置。
- 1933年（昭和8年）12月13日 - 株式会社に改組。株式会社田邊五兵衛商店を設立。
- 1939年（昭和14年）7月 - 大阪府大阪市東淀川区（現・淀川区）加島に加島工場（のち加島事業所）を建設。
- 1942年（昭和17年）9月 - 加島工場内に大阪研究所を開設。
- 1943年（昭和18年）8月 - 社名を田邊製薬株式会社に変更。
- 1949年（昭和24年）5月16日 - 東京証券取引所及び大阪証券取引所株式市場第1部に初上場。
- 1950年（昭和25年） - 抗菌薬「ニッパス」を発売。
- 1953年（昭和28年）8月1日 - ファイザー社との合弁により、ファイザー田邊株式会社（現・ファイザー）を設立。
- 1955年（昭和30年）3月 - 広告代理業及び宣伝資材の企画制作等を行う子会社・エースアート株式会社（現・田辺三菱製薬プロビジョン）を設立。
- 1958年（昭和33年）5月 - 本庄工場を閉鎖。
- 1960年（昭和35年）1月 - 埼玉県戸田市川岸に東京工場及び東京研究所を開設。
- 1961年（昭和36年）- 社名を田辺製薬株式会社に変更。
- 1962年（昭和37年）
  - アスパラギン酸・ビタミン配合製剤「アスパラ」、「アスパラアンプル」を発売。
  - 9月 - 中華民国（台湾）に「台灣田邊製藥股份有限公司」を設立。
- 1963年（昭和38年）
  - 全国の薬局・薬店に販売している取扱店「MSC会」発足。
  - 総合胃腸薬「タナベ胃腸薬」シリーズを発売。
- 1964年（昭和39年）
  - 2月 - 不動産業・金融業・サービス業等を行う子会社・田辺総合サービス株式会社（現・田辺三菱製薬プロビジョン）を設立。
  - 100ml栄養ドリンク剤「アスパラC」を発売。
- 1965年（昭和40年）
  - 11月 - OTC医薬品として、MSC会取扱製品のビタミンB1誘導体主薬製剤「ハイ-ベストン5mg」「ハイ-ベストン25mg」「ハイ-ベストン50mg」を発売。
- 1970年（昭和45年）
  - 大阪府大阪市中央区道修町三丁目周辺に本社ビル社屋が竣工。
  - 1月 - アメリカ合衆国カリフォルニア州サンディエゴにタナベU.S.A.社を設立。
  - 7月25日 - インドネシアバンドンにタナベ・アバディ社（現・ミツビシタナベファーマインドネシア社）を設立。
- 1972年（昭和47年）
  - 10月16日 - 社長・会長を務めた実業家、14代目田辺五兵衛こと田辺治太郎が死去。
  - 12月 - ベルギーのブリュッセルにタナベヨーロッパ社を設立。
- 1973年（昭和48年）- 小野田工場内に、社会人野球チーム「田辺製薬硬式野球部」を創設。
- 1974年（昭和49年）- カルシウム拮抗剤「ヘルベッサー」を発売。
- 1975年（昭和50年）4月1日 - 東京都千代田区三番町26番地に東京支社ビルを開設。
- 1978年（昭和53年）- 創業300周年。
- 1980年（昭和55年）11月17日 - 本社ビル社屋の改修工事が完了。改修後はタイル色が銀色から赤色へ変更され、地上5階建てとなった。
- 1984年（昭和59年）6月1日 - 滋養強壮内服液「アスパラエース（ASPARA ACE）」を発売。
- 1987年（昭和62年）7月 - 台湾に「台田藥品股份有限公司」を設立。
- 1990年（平成2年）11月 - アメリカ合衆国カリフォルニア州サンディエゴにタナベ・リサーチ・ラボラトリーズU.S.A.社を設立。
- 1991年（平成3年）
  - 6月 - 生産設備等のエンジニアリング業等を行う子会社・田辺製薬エンジニアリング株式会社（現・田辺三菱製薬プロビジョン）を設立。
  - 11月7日 - 31種生薬配合製剤「ナンパオ（NANPAO）」を発売。
  - 11月30日 - 田辺製薬硬式野球部がこの日をもって解散、18年間の歴史に幕を下ろした。
- 1993年（平成5年）
  - 10月 - 中華人民共和国天津市に天津田邊製藥有限公司を設立。
  - 高血圧症治療剤「タナトリル」（イミダプリル）を発売。
- 1994年（平成6年）
  - 4月 - 本社内に「くすり相談窓口」を開設。
  - 12月31日 - 老朽化に伴い、研究拠点があった東京工場及び東京研究所を閉鎖。
- 1995年（平成7年）
  - 1月17日 - 阪神・淡路大震災で本社及び加島事業所等が被災。
  - 3月 - 特約品事業部、および健康食品等の販売等を行う子会社・田辺製薬商事株式会社（現・ニプロESファーマ）を設立。
  - 4月 - 本社内に「製品情報センター」を開設。
- 1996年（平成8年） - マレーシアにタナベセイヤクマレーシア社を設立。
- 1997年（平成9年）4月1日 - 東京都葛飾区にあった子会社・立石製薬株式会社を吸収合併、立石工場として再編。
- 1998年（平成10年） - 創業320周年。
  - 5月21日 - アスパラドリンクの最上級品、100ml栄養ドリンク剤「アスパラMAX」を発売。
  - 11月12日 - ビタミンB1誘導体主薬製剤「アスパラメガ」（一般用医薬品）を発売。
- 1999年（平成11年）
  - 3月1日 - 大阪府大阪市中央区平野町二丁目に田辺平野町ビル（田辺三菱製薬株式会社 平野町1号ビルを経て、現在はヒロセ平野町ビル） 」が竣工。大阪支店を新築移転。
  - 6月23日 - OTC医薬品として「アスパラ目薬クールIC」を発売（2015年（平成27年）6月30日までに製造販売終了）。
  - 6月30日 - 立石工場を閉鎖。
- 2000年（平成12年）
  - 2月21日 - 医薬部外品100ml栄養ドリンク剤「アスパラドリンクX」を、ダイドードリンコ自動販売機限定で発売。
  - 12月 - 米国ニュージャージー州ハッケンサックに、米国内グループの共同持株会社としてタナベホールディングアメリカ社を設立。
  - 脊髄小脳変性症治療剤「セレジスト」を発売。
- 2001年（平成13年）
  - 4月9日 - 医薬部外品100ml栄養ドリンク剤「アスパラドリンクSPゴールド」を、コンビニエンスストア限定で発売。
  - 9月17日 - 大正製薬との経営統合を発表。共同持株会社「大正田辺ファルマグループ」を設立し、両社がその傘下に入るという形であったが、医薬品事業の主導権をめぐり両社間で争いとなり、同年12月3日に経営統合が見送られた（事実上の破談）。
- 2002年（平成14年）
  - 5月31日 - 日本初の抗ヒトTNFαモノクローナル抗体製剤（クローン病・リウマチ治療薬）「レミケード点滴静注用100」を発売。
  - 7月1日 - 一般用医薬品3品目（エビオス錠・新ラクトーンA・ラクトコート）の販売を、アサヒフードアンドヘルスケア（現・アサヒグループ食品）へ譲渡。
  - 8月5日 - 米国ノースカロライナ州ウィルミントン市にある海外子会社・エーエーアイ ファルマ社と共同で、タナベ エーエーアイ エルエルシーを設立。
  - 10月10日 - OTC向け目薬「スマートアイ」を発売。
  - 11月1日 - アニマルヘルス（動物用医薬品）事業を大日本製薬（現・住友ファーマ）に譲渡。
- 2003年（平成15年）
  - 1月8日 - テルモとの共同開発による高カロリー輸液用総合ビタミン・糖・アミノ酸・電解質液「フルカリック」を発売。
  - 6月1日 - 海外子会社のタナベ・アバディ社がタナベインドネシア社に社名変更。
  - 6月26日 - 医療用医薬品「ローコール錠」を発売。
  - 12月12日 - 米国ニュージャージー州ハッケンサックに、開発事業子会社としてタナベ・ファーマ・デベロップメント・アメリカ・エルエルシーを設立。
- 2004年（平成16年）
  - 5月13日 -「ビフィーナ」ブランドから、整腸薬「ビフィーナ整腸薬」及び便秘薬「ビフィーナ便秘薬」を森下仁丹と共同で発売。
  - 6月30日 - 日本ベーガリンガーインゲルハイムと共同開発した医療用医薬品「ブスコパン注射液」と「ブスコパン錠」の販売を終了。翌7月1日に田辺単独販売の「ガストローム顆粒」に移行。
  - 11月25日 - 医療用医薬品「バリキサ錠450mg」を発売。
- 2005年（平成17年）
  - 3月3日 - 医療用医薬品「ピーガード錠20mg・30mg・60mg・120mg」を発売。
  - 10月3日 - 小野田工場及び小野田事業所を再編・分社化し、製造子会社として山口田辺製薬株式会社（現・田辺三菱製薬工場）を設立。
  - 12月26日 - 麻しん風しん混合ワクチン「ミールビック」を発売。
- 2006年（平成18年）
  - 2月3日 - OTC医薬品として、コンタクトレンズ専用目薬「スマートアイプティ コンタクト」を発売。
  - 6月16日 - テルモと共同開発した医療用医薬品「アミグランド点滴静注用」を発売。
  - 7月21日 - 医療用医薬品として、抗リウマチ剤「メトトレキサート錠2mg『タナベ』」を発売。
- 2007年（平成19年）
  - 3月28日 - アルフレッサ ファーマと共同開発した医療用医薬品「モディオダール錠100mg」を発売。
  - 4月1日 - 国内のグループ子会社を再編。
    - 田辺総合サービスを存続会社として、同じくグループ国内子会社の田辺製薬エンジニアリングとエースアートを吸収合併し、田辺総合サービス株式会社となる。
    - 田辺製薬商事の特納品事業部門（事業所向け一般用医薬品の販売）を本社ヘルスケア事業部へ譲渡。

  - 7月18日 - 医療用医薬品として抗ヒスタミン薬「タリオンOD錠」を発売。
  - 7月19日 - OTC医薬品「アスパラ目薬モイストCL」を発売。

### 田辺三菱製薬発足後

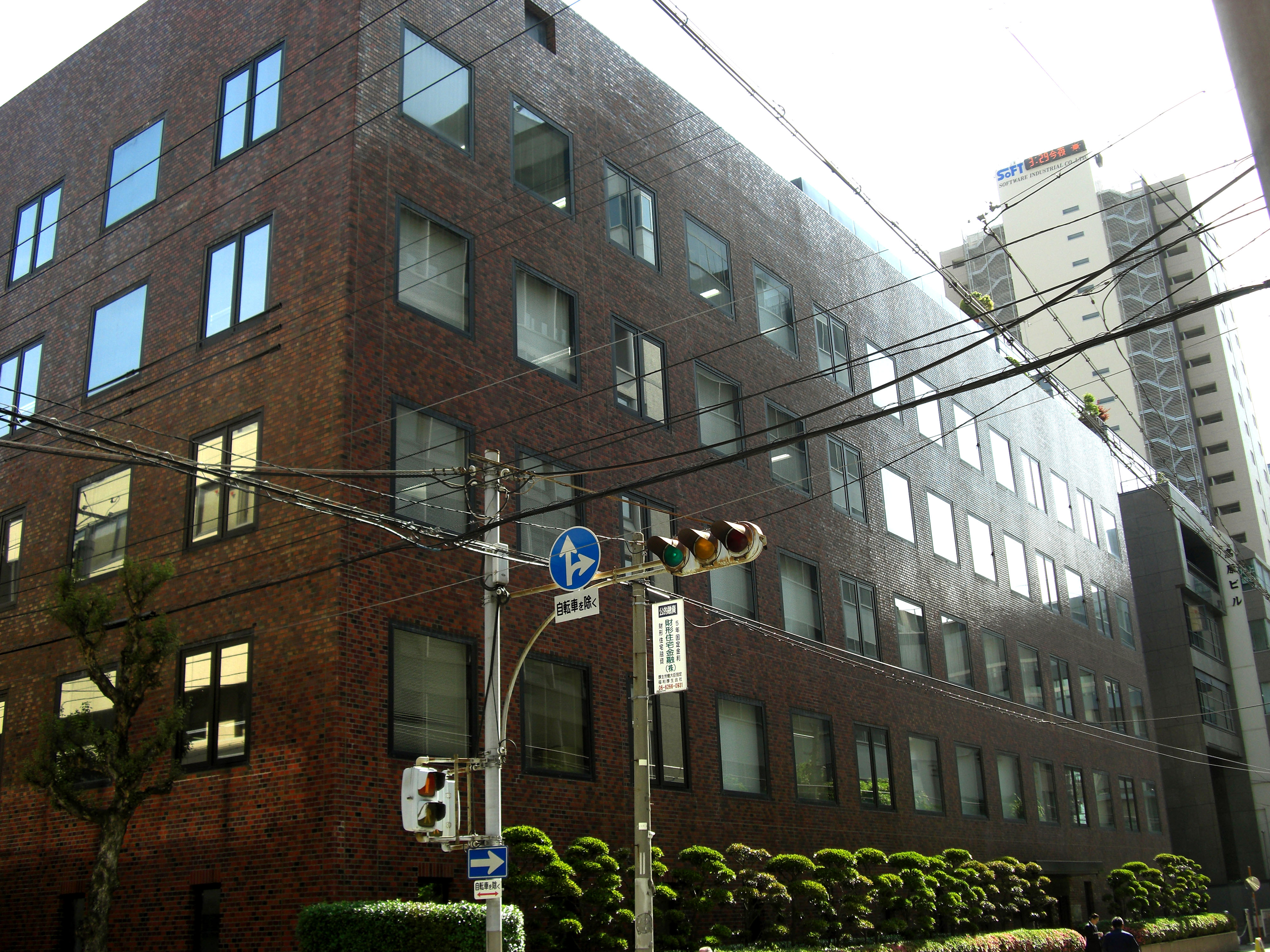
田辺三菱製薬旧本社（2007年10月～2009年9月、老朽化のため旧本社ビルを解体した）

- 2007年（平成19年）10月1日 - 田辺製薬と三菱ウェルファーマが合併し、田辺三菱製薬株式会社が発足。
  - 存続会社は田辺製薬。代表取締役社長には田辺製薬出身の葉山夏樹、代表取締役副社長には三菱ウェルファーマ出身の小峰健嗣が就任。
    - 営業本部内に「ジェネリック事業部」、製薬本部内に「ファインケミカル営業部」、信頼性保証本部内に「くすり相談センター」発足。
    - 前身会社の中には、C型肝炎ウイルスに汚染された血液製剤を製造販売していたミドリ十字があり、同年11月に患者の個人情報を医療機関に通知した。
- 2008年（平成20年）
  - 2月5日 - 旧・三菱系の国内子会社3社（バイファ、ベネシス、MPテクノファーマ）及び休眠会社となっている海外子会社2社が当社の特定子会社となる。
  - 4月1日 - 組織変更を実施。 
    - 「CMC研究センター」を新設。
    - 研究本部内に、CMC研究所の「分析研究部」、「製剤研究部」、「プロセス化学研究部」、製薬本部内に、製薬技術センターの「プロセス研究部」、「製剤研究部」を再編して、「CMC企画部」、「CMC推進部」、「プロセス化学研究部」、「製剤研究部」、「分析研究部」を新設。研究本部では、CMC研究所内の「創剤研究部」を「創薬化学研究所」に編入。開発本部では、開発プロジェクトの推進力を高めるために「プロジェクト統括部」を新設。
    - 営業本部では、「ジェネリック事業部」を廃止。
    - 製薬本部では、CMC研究センターの新設に伴い、製薬技術センターの生産及び生産技術機能と鹿島事業所内のインフラ機能を集約し、鹿島工場に再編。製薬技術センターの「GMP推進部」、製剤製造部を再編し、「製造部」及び「品質管理部」を鹿島工場に新設した。
    - 田辺製薬商事の商号、並びに事業内容の変更により、ジェネリック医薬品のプロモーション並びに販売事業を担う田辺製薬販売株式会社（現・ニプロESファーマ）を設立。

  - 5月7日 - 長生堂製薬と資本業務提携に関して基本合意。
  - 8月21日 - 前述の資本業務提携に基づき、長生堂製薬の株式の一部を取得し、同社を子会社化。
  - 9月28日 - 当社、並びに当社子会社のベネシスがHCV（C型肝炎ウイルス）集団訴訟に関する全国の原告団と基本合意書を締結。
  - 10月1日 - 組織変更を実施。 
    - コーポレート部門では、内部統制推進部を「監査部」に統合。
    - 製薬本部内では、製薬企画部を「製薬企画センター」に改称。「技術推進部」と「施設技術部」を廃止し、その機能を製薬企画センターに移管。また、SCMセンターの「計画部」と「購買部」を廃止。
    - ファインケミカル営業部を「ファインケミカル事業部」に改称。
    - MPテクノファーマを存続会社として、山口田辺製薬が合併、医薬品製造子会社として田辺三菱製薬工場株式会社を設立。

  - 12月31日 - 枚方事業所（大阪府枚方市）を閉鎖し、加島事業所へ統合。
- 2009年（平成21年）
  - 3月2日 - 外皮用薬「フルコートf」を一般用医薬品にリニューアルして発売。
  - 4月1日 - 組織改編・変更を実施。 
    - CMC研究センターでは、CMC推進部を「CMC保証部」に改称。
    - 研究本部では、「先端医療研究部」及び「シーズ探索研究部」を「先端医療研究部」に統合。「薬物動態研究所」及び「安全性研究所」にそれぞれ「第一部」と「第二部」を新設。
    - 開発本部では、グローバル開発体制の強化と国内及びアジア（中国を除く）における開発業務の標準化及び効率化を目的として、「欧米開発部」、「開発第一部」、「開発第二部」、「開発第三部」、「開発第四部」、「クリニカルオペレーション部」を再編し、「臨床計画第一部」、「臨床計画第二部」、「日本臨床統括部」、「臨床開発第一部」、「臨床開発第二部」、「臨床開発第三部」をそれぞれ新設。
    - 信頼性保証本部では、安全管理統括部の国際安全管理部、安全性情報部、調査管理部を再編して、「安全性情報部」、「ファーマコビジランス部」、「市販後調査部」を新設。
    - 営業本部では、製品統括部の学術企画部を「マーケティング部」に改称。
    - レミケード部を「レミケード企画部」、「レミケード推進部」に分割。
    - 製薬本部では、「施設技術部」を新設。
    - 国内のサービス事業子会社を再編。ウェルファイドサービスの保険事業・金融事業・不動産事業・サービス事業を、田辺総合サービスへ吸収分割により承継。管財事業が残ったウェルファイドサービスは当社へ吸収合併した。
    - 鹿島事業所及び鹿島工場を簡易吸収分割方式により分社化し、田辺三菱製薬工場へ承継。
    - 旧・三菱系の子会社であるエーピーアイ コーポレーションの株式の一部を、同じ三菱ケミカルホールディングス（現・三菱ケミカルグループ。以下「三菱ケミカルHD」）グループの三菱化学（現・三菱ケミカル）へ譲渡。同社は連結子会社から持分法適用関連会社となる。

  - 4月5日 - 「Think皮膚トラブル」キャンペーンの一環として女優・タレントの黒木瞳を起用したテレビCMの放送を開始。田辺三菱製薬に社名変更してからは初のテレビCMが放送され、かつ社名変更後初の提供番組を持つことになった。
  - 6月19日 
    - 代表取締役社長に土屋裕弘が就任。
    - 組織変更に伴い、コーポレート部門では、現在の経営戦略部と経営管理部を発展的に解消し、当社グループ全体の経営企画及び管理機能を担当する「経営企画部」を新設。
    - 国際事業部では、「国際企画部」と「国際営業推進部」を再編し、「国際第一部」、「国際第二部」を新設。

  - 7月1日 - アメリカにおける医薬品販売会社としてMTファーマアメリカ社を設立。同時に、旧・三菱系の医薬品販売会社であるミツビシファーマアメリカ社が、旧・田辺系でアメリカにおける共同持株会社・タナベホールディングアメリカ社へ編入。
  - 7月27日 - 営業用社用車として、三菱自動車工業の電気自動車「i-MiEV」を導入。
  - 10月1日 - 
    - 本社ビル社屋の老朽化、並びに6ヶ所に分散していた拠点の集約に伴い、本社を大阪府大阪市中央区北浜二丁目（淀屋橋スクエア2階）へ仮移転。
      - なお、仮移転に伴いグループ会社の田辺三菱製薬工場、ベネシス、吉富薬品、田辺製薬販売の本社機能も集約された。一方、唯一拠点が残った同社平野町1号ビルには大阪支店及び営業所、グループ会社である田辺総合サービスが入居する（いずれも、同年10月19日に移転完了）。

    - 大阪工場（加島事業所内）を吸収分割方式により分社化し、田辺三菱製薬工場へ継承。
    - アメリカにおける子会社3社を同時に変更。共同持株会社のタナベホールディングアメリカ社はミツビシタナベファーマホールディングスアメリカ社に、医薬品販売会社のMTファーマアメリカ社はミツビシタナベファーマアメリカ社に、医薬品開発会社のミツビシファーマアメリカ社をミツビシタナベファーマディベロップメントアメリカ社にそれぞれ変更した。
- 2010年（平成22年）
  - 1月1日 - 旧・三菱系の韓国における医薬品製造販売子会社ウェルファイド コリア社の社名を、ミツビシタナベファーマコリア社に変更。
  - 3月5日 - ワクチンの各種予防接種に関する正しい知識の提供と啓発活動をサポートすることを目的した健康支援ウェブサイト「ワクチン.net」を開設[5]。
  - 3月26日 - 皮膚乾癬の疾患啓発ウェブサイト「乾癬ケア.net」を開設[6]。
  - 4月1日 - 組織改編・変更を実施。
    - 研究本部では研究推進部を「研究管理部」及び「研究保証部」に分割。研究の生産性向上のため「探索スクリーニングセンター」を新設して、センター内に「スクリーニング部」及び「評価部」を新設。
    - 先端医療研究所内に「バイオロジクス研究部」及び「ターゲット発掘・バイオマーカー研究部」を新設。
    - 薬理研究所及び創薬化学研究所を「薬理第一研究所」と「薬理第二研究所」及び「創薬化学第一研究所」と「創薬化学第二研究所」に再編して、各研究所には「第一部」と「第二部」を新設。
    - 開発本部ではプロジェクト統括部及び日本臨床統括部を廃止して、POCの早期かつ確実の取得のため「臨床薬理部」を新設。後期臨床開発プロジェクト推進のため「開発推進部」を新設。臨床計画第一部及び臨床計画第二部を「臨床計画部」に統合。
    - 日本及びアジア地域の臨床試験を統括するため「臨床開発センター」を新設し、「臨床開発第一部」と「臨床開発第二部」と「臨床開発第三部」を編入。
    - 信頼性保証本部では品質統括部及び安全管理統括部を廃止。当社グループの信頼性保証に係る統括と連携機能強化のため「信頼性企画部」を新設。
    - 営業本部では営業統括部及び製品統括部を廃止して、「製品情報部」を新設。製品育成第一部及び製品育成第二部を「製品育成部」に統合。
    - レミケード企画部及びレミケード推進部を「レミケード部」に統合。部内にはエリア統括のための「東日本推進部」と「西日本推進部」を新設。
    - 製薬本部では製薬企画センターを「製薬企画部」に変更。
    - SCMセンターを「調達物流部」に変更。
    - CMC研究センターではヘルスケア医薬事業の機能集約及び業務拡大のため「ヘルスケア開発部」を新設。

  - 7月31日 - 
    - グラクソ・スミスクライン及び吉富薬品による抗うつ薬「パキシル錠」の共同販売促進活動を終了[7]。
    - グラクソ・スミスクライン及び当社による喘息・慢性閉塞性肺疾患（COPD）治療配合剤「アドコア」のプロモーション活動を終了[8]。

  - 9月15日 - 当社初の第1類医薬品となる膣カンジダの再発治療薬「オキナゾールL100」を発売[9]。
  - 10月1日 - 組織改編に伴い、開発本部に「開発品質管理部」を新設。
  - 10月18日 - 潰瘍性大腸炎の患者に向けた、日々の生活に関する健康支援ウェブサイト「潰瘍性大腸炎（UC）フロンティア」を開設[10]。
- 2011年（平成23年）
  - 3月14日 - 九州支店及び福岡第一・第二・第三営業所を現在地へ移転[11]。
  - 4月1日 - 
    - 組織改編・変更を実施。 
      - コーポレート部門では、当社グループ全体の人事・育成・労務コンプライアンス強化に向け、「人事統括部」を新設し、その直下に「人事部」を編入するとともに、「人材育成部」を新設。
      - 研究本部では、探索スクリーニングセンターの生産性向上のため、その直下のスクリーニング部及び評価部を再編し、「第一部」及び「第二部」を新設。
      - 開発本部では、臨床薬理機能強化のため、臨床薬理部を「臨床薬理センター」に改称し、その直下に「臨床薬理部」及び「早期臨床計画部」を新設。
      - アジアにおける開発推進機能強化のため、臨床開発センターに「アジア開発部」を新設。
      - 医学的（科学的）見地からの導入品評価等、機能強化のため「メディカルサイエンス部」を新設。
      - CMC本部では、CMC研究センターは、バイオ及びヘルスケア関連事業を含めた当社グループの技術統括部門という重要な役割を担うため、本部組織とし「CMC本部」に改称。
      - プロセス化学研究部を「プロセス化学研究所」に改称。
      - 製剤研究部を「製剤研究所」に、分析研究部を「分析研究所」にそれぞれ改称。

    - 第一三共とクレハが共同開発した慢性腎不全用剤「クレメジンカプセル」及び「クレメジン細粒分包2g」について、日本国内における販売を当社へ移管[12]。

  - 6月22日 - 組織改編・変更を実施。 
    - コーポレート部門では、品質管理問題における社会からの信頼回復に向け、コンプライアンス体制を強化するため、総務部の内部統制推進部とコンプライアンス推進室を再編し、社長直轄の「内部統括・コンプライアンス推進部」を新設。
    - 研究本部では、「プロジェクトマネジメント部」を新設。
    - 営業本部では、「営業業務部」を廃止し、その機能を「営業企画部」と「営業推進部」に移管し「スペシャリティー領域部」を新設。
    - 信頼性保証本部より「くすり相談センター」を移管。
    - 各支店の医薬部を「営業部」に改称。「東北支店・東京支店・東海支店・大阪支店・九州支店」に「学術情報部」を新設。

  - 7月4日 - 東北支店及び宮城第一・第二・第三営業所を現在地（仙台トラストタワー内）へ移転[13]。
  - 10月1日 - 組織改編・変更を実施。 
    - 営業本部では、営業本部にあった「営業人材室」を廃止し、同室の人事機能を営業企画部に移管するとともに、学術研修部を「研修部」に改称し、同室の研修機能を移管する。
    - 製薬本部では「製薬プロジェクトマネジメント部」を新設。
    - CMC本部では「CMCバイオ技術開発室」を廃止し、バイオロジクス機能強化のため「バイオプロセス研究所」を新設。

  - 10月21日 - 田辺三菱製薬 地域薬剤師サポートネットを開設[14]。
  - 11月28日 - 
    - C型慢性肺炎治療薬として、抗ウイルス剤「テラビック錠250mg」を発売。
    - 日本初の新規作用機序を持つ経口の多発性硬化症治療剤「イムセラカプセル0.5mg」を発売。
- 2012年（平成24年）
  - 1月11日 - 医療用成分ペミロラストカリウムを日本で初めて配合したアレルギー性鼻炎用内服薬「アレギサール 鼻炎」を発売[15]。
  - 3月31日 - 非定型抗精神病薬「ロナセン」及び「ルーラン」について、契約期間満了に伴い、大日本住友製薬と当社連結子会社である吉富薬品が行っていたコ・プロモーション活動を終了[16]。
  - 4月1日 - 組織改編・変更を実施。
    - コーポレート部門では、メドウェイ問題・品質管理問題における改善計画の進捗管理及び推進を目的として、「メドウェイ問題対策室」を改組し「品質問題対策室」と「経営管理室」を新設。「人事統括部」を廃止し、「人事部」と「人事育成部」に改組。
    - 開発本部では、開発推進部を改組し、「グローバルプロジェクトマネジメント第一部」及び「グローバルプロジェクトマネジメント第二部」を新設。データサイエンス部を「データサイエンスセンター」に改称し、その直下に「開発安全性情報部」と「統計解析室」を新設。臨床計画部と臨床開発センターアジア開発部を再編して、「臨床計画第一部」及び「臨床計画第二部」を新設。臨床開発センター臨床開発第三部を廃止する。
    - 信頼性保証本部では、薬事監査部「薬事QA部」に改称。当社グループ製商品の品質保証を強化するため、品質保証部「品質保証統括部」に改称し、その直下に「製品品質保証部」及び「コーポレート保証部」を新設。
    - 営業本部では、部組織を副本部長・担当制へ移行する。営業企画部を改組し、「営業戦略部」及び「営業管理部」を新設。マーケティング部を「マーケティング企画部」に改称。製品育成部を改組し、「代謝・循環領域部」、「肝臓領域部」、「精神神経領域部」を新設。T-shaped marketing体制強化のため、「北海道支店・北関東支店・甲信越支店・横浜支店・京都支店・中国支店」に「学術情報部」、「メディカルアフェアーズ部」を新設。
    - CMC本部では、ヘルスケア開発部を廃止し、その機能を「CMC企画部」、「ヘルスケア事業部」、「ジェネリック事業部」に移管。
    - 事業部門では、「ファインケミカル事業」、「ヘルスケア事業」、「ジェネリック事業」、「血漿分画事業」を管理・推進するため、「事業推進室」を新設。「ファインケミカル事業部」を製薬本部から分離して、「事業部門」に移管する。「ヘルスケア事業部」を営業本部から分離し、「事業部門」に移管。
    - ジェネリック医薬品事業部における開発推進、及び田辺製薬販売並びに長生堂製薬の事業管理を目的として「ジェネリック事業部」を新設。
    - 血漿分画事業に係る統括・推進、特に日本赤十字社との間で進めている血漿分画事業の統合新法人の設立を推進するため、「血漿分画室」を新設。

  - 4月18日 - 脊髄小脳変性症（SCD）及び多系統萎縮症（MSA）の専門WEBサイト「SCD・MSAネット」を開設[17]。
  - 5月7日 - 当社発足以降、東京本社エリアとして日本橋ビル（東京都中央区日本橋本町二丁目2番6号）と三番町ビル（東京都千代田区三番町26番地）の2ヶ所に分散していた事業拠点を集約し、東京本社を現在地（日本橋小網町スクエアビル内）に移転[18]。
  - 7月1日 - 組織変更のため、ファインケミカル事業部のうち、医薬品原薬の製造ならびに販売に係る事業をエーピーアイ コーポレーションへ、食品に係る事業を三井製糖の完全子会社である株式会社タイショー テクノスへそれぞれ譲渡し、ファインケミカル事業から撤退[19]。
  - 7月24日 - 精神安定剤「デパス錠0.25mg」を発売。
  - 9月5日 - 連結子会社である株式会社バイファに係るニプロとの合弁を解消。ニプロが保有していたバイファの全株式を当社が取得し、同社を完全子会社化[20]。
  - 9月10日 - 当社と第一三共が共同開発した2型糖尿病治療剤「テネリア錠20mg」を発売。
  - 10月1日 - 組織改編・変更。
    - 研究本部では、業務運営の効率化を目的として「先端医療研究所」の一部機能を「安全性研究所」及び「CMC本部 バイオプロセス研究所」に移管・集約。更に、マネジメント強化のため、先端医療研究所の研究拠点を横浜事業所及び田戸田事業所へ集約。
    - 日本赤十字社の血漿分画事業部門とベネシスの血漿分画事業を統合し、一般社団法人日本血液製剤機構を設立[21]。

  - 10月19日 - 長生堂製薬との資本業務提携を解消。保有していた長生堂製薬の株式を、同社の代表取締役社長である播磨久明へ譲渡[22]。
- 2013年（平成25年）
  - 1月1日 - 組織変更のため、開発本部では「臨床薬理センター」を解消、センター内の臨床薬理部と早期臨床計画部を「開発本部」の直下に配置。
  - 3月31日 - トクホンと共同開発した医療用医薬品、経皮吸収型鎮痛消炎プラスター剤「ヤクバンテープ20mg・40mg・60mg」、非ステロイド性鎮痛・抗炎症貼付剤「ステイバンパップ40mg」及び経皮吸収型鎮痛消炎貼付剤「フルルバンパップ40mg」の販売受託契約を終了。
  - 4月1日 - 
    - 指定医薬部外品の100ml栄養ドリンク剤「アスパラドリンクα」を発売[23]。
    - 組織改編・変更を実施。
      - 研究本部では、プロジェクトマネジメント部の機能を研究企画部に移管し、「プロジェクトマネジメント部」を廃止する。
      - 開発本部では、「開発管理部」を新設。データサイエンスセンター内の「開発安全性情報部」を開発本部の直下に配置する。データサイエンスセンター内に「臨床薬理部」を編入するとともに、「データマネジメント部」を新設。早期臨床計画部、グローバルプロジェクトマネジメント第一部、グローバルプロジェクトマネジメント第二部を再編し、「プロジェクトマネジメント部」を新設。臨床開発センター内に「臨床開発第三部」を新設。
      - 信頼性保証本部では、品質保証統括部を廃止し、その直下の「製品品質保証部」と「コーポレート品質保証部」を信頼性保証本部の直下に配置する。安全性情報部、ファーマコビジランス部、市販後調査部を再編し、「安全性情報部」、「ファーマコビジランス第一部」、「ファーマコビジランス第二部」、「安全性データ部」に改組する。
      - 営業本部では、営業管理部と研修部を再編し、「営業人材育成部」と「マーケティング推進部」を新設。代謝・循環領域部、肝臓領域部、スペシャリティー領域部を再編し、「循環器・アレルギー領域部」、「糖尿病領域部」、「スペシャリティー領域部」に改組する。製品情報部を「マチュアプロダクト部」に改組する。
      - 製薬本部では、グループ製造技術を強化するために、「技術管理部」を新設。製薬プロジェクトマネジメント部の機能を製薬企画部と技術管理部に移管し、「製薬プロジェクト部」を廃止する。調達物流部を「生産購買部」と「生産計画部」に再編する。

  - 6月1日 - 日本国内におけるファインケミカル事業部からの撤退に伴い、子会社でヨーロッパにおけるファインケミカル事業部を担うタナベ ヨーロッパ社の全株式をエーピーアイ コーポレーションへ譲渡[24]。
  - 7月3日 - 大阪府大阪市中央区道修町三丁目2番10号にて、当社と大林組、山下設計の共同事業による地上14階と地下2階建ての新本社ビル社屋建設工事に着工[25]。
  - 9月10日 - 加島事業所内の研究拠点として、当社と清水建設の共同事業による加島オフィス棟の建設工事に着工[26]。
  - 9月19日 - カナダの大手医薬品会社であるメディカゴ社の株式の一部を取得し、子会社化。
  - 10月1日 - 
    - 東南アジア地域における医薬品事業に関する調査活動のため、シンガポール駐在員事務所を開設。
    - 組織改編・変更を実施。
      - コーポレート部門では、「ワクチン推進室」を新設。
      - 開発本部では、開発品質管理部を「臨床保証部」に改称。
      - 信頼性保証本部では、薬事QV部を「薬事監査部」に改称。
- 2014年（平成26年）
  - 1月1日 - 組織改編のため、事業部門では、「メドウェイ推進室」を新設。
  - 3月31日 - 一般社団法人日本血液製剤機構との血漿分画製剤に関する共同プロモーションを終了[27]。
  - 4月1日 - 
    - 株式会社エーピーアイ コーポレーションの全株式を同社に売却。
    - 組織改編・変更を実施。
      - コーポレート部門では、「人材育成部」を「人事部」に統合。「品質問題対策室」を廃止。
      - 開発本部では、開発管理部にあった臨床開発センターの一部機能を移管し、「治験推進部」に改称。データサイエンスセンターを廃止し、その直下のデータマネジメント部と統計解析室を統合し「データサイエンス部」を新設。センター直下の臨床薬理部を開発本部の直下に配置する。臨床開発センターを廃止し、その直下の臨床開発第一部、臨床開発第二部、臨床開発第三部を再編、「臨床開発第一部」、「臨床開発第二部」として開発本部の直下に配置する。メディカルサイエンス部の機能を開発企画部、臨床計画第一部、臨床計画第二部に移管し、「メディカルサイエンス部」を廃止。
      - 信頼性保証本部では、開発本部より開発安全性情報部の機能を移管し、「ファーマコビジランス第三部」として新設。営業本部よりメディカルアフェアーズ部の機能を移管。
      - 営業本部では、本部長直下の担当制を見直し、「企画担当」と「プロダクト担当」を配置する。営業戦略部とマーケティング企画部の機能を統合し、「営業企画部」を新設。レミケード部直下の東日本推進部と西日本推進部を「東日本推進室」と「西日本推進室」に改称。精神神経領域部を「CNS領域部」として、その直下に「精神神経領域室」と「精神神経推進室」を新設。マーケティング推進部を「研修情報部」に改称。メディカルアフェアーズ部の機能を再編し「学術研究部」と、信頼性保証本部の「メディカルアフェアーズ部」に移管する。ジオン部の機能をスペシャリティー領域部に移管し、「ジオン部」を廃止する。支店直下の営業部、学術情報部を再編し「医薬部」と「営業部」を新設。
      - 製薬本部では、施設技術部の機能を製薬企画部に移管し、「施設技術部」を廃止。
      - CMC本部では、バイオプロセス研究所の機能を、プロセス化学研究所と分析研究所に分割移管し、プロセス化学研究所を「プロセス研究所」に改称。
      - 事業部門では、血漿分画室の機能を事業推進室に移管し、「血漿分画室」を廃止する。

  - 6月1日 - 
    - 欧州子会社であるミツビシファーマヨーロッパ社、並びに同社の販売子会社であるミツビシファーマドイツ社の社名を、ミツビシタナベファーマヨーロッパ社、ミツビシタナベファーマゲーエムベーハー（ドイツ）社にそれぞれ変更[28]。
    - 中国における医薬品開発を目的とした開発事業を担う三菱製薬研発（北京）有限公司を、田辺三菱製薬研発（北京）有限公司に社名変更[29]。

  - 6月20日 - 役員異動のため、代表取締役会長に土屋裕弘が昇格。同じく代表取締役社長に三津家正之が就任。
  - 7月10日 - OTC医薬品として、日本初となる過敏性腸症候群（IBS）の再発症状改善薬「セレキノンS」を九州・沖縄地区限定で発売。
  - 7月31日 - 加島事業所内に「加島オフィス棟」が竣工[30]。
  - 10月1日 - 
    - 完全子会社の株式会社ベネシスを吸収合併[31]。
    - 組織改編・変更を実施。
      - コーポレート部門では、秘書室の機能を経営企画部に移管し、その直下に「CEC室」を新設。事業開発部の機能を製品戦略部に移管し、「事業開発部」を廃止する。人事部と総務部の機能を統合し「総務人事部」を新設。知的財産部と法務部の機能を統合し「法務知財部」と、「RD改革室」を新設。
      - 研究本部では、探索スクリーニングセンターと先端医療研究所の機能を再編し、「探索研究所」を新設。各研究所直下の第一部と第二部を廃止する。
      - 開発本部では、プロジェクトマネジメント部の機能を開発企画部に移管し、「プロジェクトマネジメント部」を廃止する。臨床計画第一部、臨床計画第二部、臨床開発第一部、臨床開発第二部の機能を再編し、「臨床開発第一部」、「臨床開発第二部」、「臨床開発第三部」に改組する。開発企画部と治験推進部の一部機能を再編し、「グローバル開発部」を新設。
      - 信頼性保証本部では、製品品質保証部とコーポレート品質保証部の機能を統合し、「品質保証部」を新設。安全性情報部、ファーマコビジランス第一部、ファーマコビジランス第二部、ファーマコビジランス第三部及び安全性データ部の機能を再編し、「安全性推進部」、「安全性情報部」、「ファーマコビジランス部」に改組する。
      - 営業本部では、担当制を廃止し、「副本部長」を新たに配置する。営業企画部の機能を再編し、「営業企画部」、「マーケティング部」、「関連事業部」に改組する。糖尿病領域部と循環器・アレルギー領域部に機能を統合し、「プライマリー領域部」を新設。CNS領域部直下の精神神経領域室及び精神神経推進室を廃止する。スペシャリティー領域部の機能をマチュアプロダクト部に移管し、「スペシャリティー領域部」を廃止する。研修情報部と学術研究部の機能を統合し、「学術情報部」と「営業改革室」を新設。
      - 事業部門では、事業推進室とジェネリック事業部の機能を統合し、「事業推進部」を新設。国際事業部直下の「国際第一部」と「国際第二部」を廃止。

  - 11月25日 - 中国支店及び広島第一・第二営業所を、現在地（広島クリスタルプラザ内）へ移転[32]。
  - 12月31日 - 米国におけるグループ会社を再編。投資会社のMPヘルスケア ベンチャーマネジメント社を、共同持株会社のミツビシタナベファーマホールディングスアメリカ社の傘下に移行させ、医薬品販売会社のミツビシタナベファーマアメリカ社は、医薬品開発会社のミツビシタナベファーマディベロップメントアメリカ社へ吸収合併[33]。

- 2015年（平成27年）

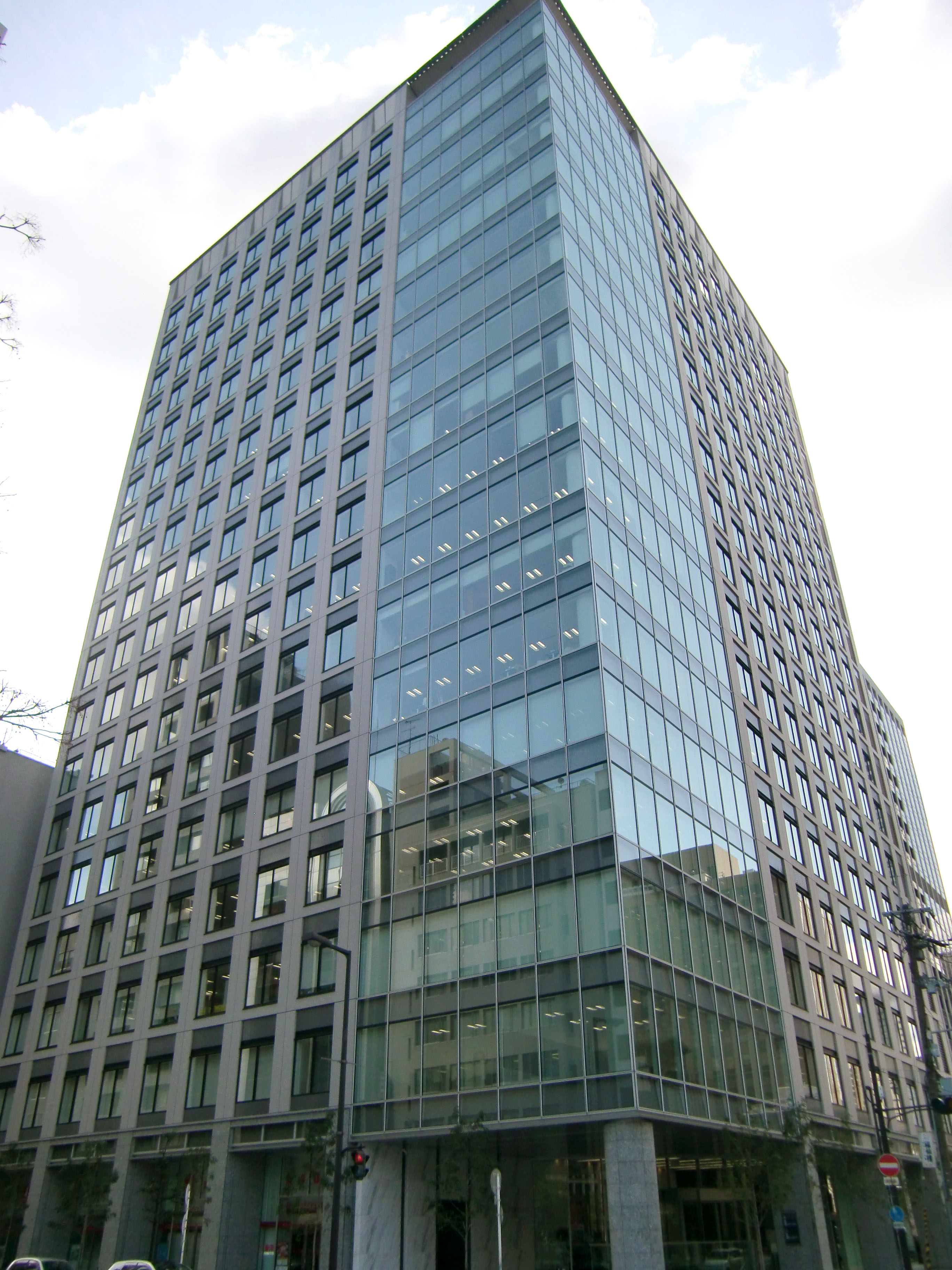
かつて、淀屋橋スクエア内に入居していた仮本社ビル（2009年10月～2015年3月）

  - 1月1日 - 組織改編に伴い、コーポレート部門では、新たに「ビジネスエキスパートセンター」を新設。
  - 2月6日 - 新本社ビル社屋が竣工[34]。
  - 2月16日 - 当社平野町1号ビルに入居していた大阪支店及び営業所、ヘルスケア事業部 西日本営業部及び近畿・東海エリアを現在地へ移転[35]。
  - 3月9日 - 当社の一部部門が新本社ビル社屋へ移転。当日はグループ会社の吉富薬品と田辺製薬販売も本社機能を新本社ビル社屋へ移転。他部門も3月中に順次、新本社ビル社屋へ移転[34]。
  - 3月31日 - 日本血液製剤機構との血漿分画製剤の販売提携（当社での販売）を終了。翌4月1日より同機構単独での販売体制に移行された[36]。
  - 4月1日 - 組織改編・変更を実施。 
    - コーポレート部門では、経営管理部の機能を経営企画部、経理財務部及び新設の「購買部」へ移管し、「経営管理部」を廃止する。環境安全部を製薬本部へ移管する。
    - 研究本部では、研究保証部を廃止し、「研究管理部」に統合する。
    - 信頼性保証本部では、品質保証部の機能を製薬本部へ移管し、「品質保証部」を廃止する。
    - 営業本部では、副本部長を2名体制とする。営業人材育成部の機能を営業企画部、学術情報部及び関連事業部へ移管し、「営業人材育成部」を廃止する。それに伴い、学術情報部「学術情報研修部」、関連事業部を「提携・業務部」に改称。
    - プライマリー領域部を廃止し、「循環器・アレルギー領域部」、「糖尿病領域部」に分割する。レミケード部の東日本推進室、西日本推進室の各グループをレミケード部直轄として、「東日本推進室」、「西日本推進室」を廃止する。
    - マチュアプロダクト部を「製品情報部」に改称。
    - 製薬本部では、生産購買部及び生産設計部を統合し、「SCM推進部」を新設。
    - 信頼性保証本部から品質保証部の機能を移管し、「品質マネジメント部」、「品質保証室」を新設。技術管理部を「技術推進部」に改称。コーポレート部門より「環境安全部」を移管する。
    - 新本社ビル社屋への移転を完了。これにより、2009年（平成21年）10月1日の仮本社への移転以来、約6年半ぶりに発足時の本社所在地に復帰した[34]（なお、現在の本社は旧・田辺製薬の本社所在地でもあった）。

  - 5月12日 - 前述の新本社ビル社屋2階に設置した「田辺三菱製薬史料館」が開館。入館料は無料であるが、事前に史料館のウェブサイトで来館予約を行う必要がある[37]。
  - 7月1日 - 組織改編・変更。
    - コーポレート部門では、信頼性保証本部よりメディカルアフェアーズ部を移管する。製品戦略部の一部機能を移管し、「ビジネスディベロップメント部」を新設。
    - 研究本部では、薬理第一・第二研究所、創薬化学第一・第二研究所を、領域別の組織である「創薬Aユニット」、「創薬Bユニット」、「創薬Cユニット」に改組する。創薬化学第一・第二研究所の一部機能を移管した「探索科学研究所」を新設。
    - 探索研究所を「探索生物研究所」に改組。探索化学研究所、探索生物研究所、薬物動態研究所、安全性研究所を管轄する「研究コアユニット」を新設。
    - 信頼性保証本部では、メディカルアフェアーズ部をコーポレート部門に移管する。

  - 9月10日 - 乾燥性皮膚治療薬「メディスキンコートf」を発売[38]。
  - 10月1日 - 組織改編・変更。
    - 「営業本部・研究本部・開発本部及び製薬本部・信頼性保証本部」の一部機能を新たに「創薬本部」、「育薬本部」、「育薬戦略部」、「薬事センター」、「プロダクトマネジメント部」、「ファーマコビジランスセンター」、「サイエンス・コミュニケーション室」、「メディカルサイエンスセンター」、「研究・育薬部」として再編並びに新設。
    - コーポレート部門では、「RD改革室」を廃止する。製品戦略部の機能を拡充し、創薬本部、育薬本部に移管する。メディカルアフェアーズ部の機能を拡充し、育薬本部に移管する。医療情報部を育薬本部に移管する。新たに「渉外部」を新設。CEO室を廃止し、グループレベル組織に変更する。
    - 創薬本部では、本部長を補佐する「副本部長」を新設。「創薬戦略部」、「創薬人事室」、「プロジェクトファシリテート部」、「トランスレーショナルリサーチ部」、「創薬保証部」、「創薬薬事部」、「研究推進部」を新設し、研究企画部、研究管理部、開発企画部、臨床保証部、開発薬事部の機能及び製品戦略部の機能の一部を移管し再編する。研究コアユニットを廃止し、探索化学研究所、探索生物研究所、薬物動態研究所、安全性研究所を創薬本部直下に設置する。臨床薬理部を廃止し、機能をデータサイエンス部と薬物動態研究所に移管する。研究本部、開発本部より、その他の部レベル組織を創薬本部に移管する。
    - 育薬本部では、本部長を補佐する「副本部長」を新設。「育薬戦略部」を新設し、製品戦略部の機能の一部を移管する。「プロダクトマネジメント部」、「プロダクトコーディネート部」を新設。営業本部より、マーケティング部を移管する。コーポレート部門より、医療情報部を移管する。製品プロフィールの明確化及び価値の最大化を担う「メディカルサイエンスセンター」を新設し、コーポレート部門のメディカルアフェアーズ部の機能並びに、営業本部のくすり相談センターを移管する。メディカルサイエンスセンターの直下に、「メディカルアフェアーズ第一部」、「メディカルアフェアーズ第二部」を新設し、メディカルアフェアーズ部の機能を再編する。更に、「研究・育薬部」と「サイエンス・コミュニケーション室」を新設。開発品及び市販品の安全性情報活動を担う「ファーマコビジランスセンター」を新設し、直下に信頼性保証本部より、安全性推進部、安全性情報部、ファーマコビジランス部を移管する。「薬事センター」を新設し、直下に信頼性保証本部より、薬事監査部と薬制管理部を移管する。信頼性保証本部の信頼性企画部は廃止する。
    - 営業本部では、「営業人事室」を新設し、営業企画部の一部機能を移管する。「プライマリー領域部」を新設し、循環器・アレルギー領域部と糖尿病領域部を統合する。
    - 製薬本部では、生産・SCM体制の効率化を達成するための「生産改革室」を新設。

  - 10月2日 - 旧・田辺製薬の代表取締役社長、代表取締役会長や相談役などを務めた千畑一郎が死去（享年89歳）。
  - 11月20日 - 社外取締役の佐藤茂雄が死去。
  - 12月9日 - 当社とNEC、理論創薬研究所の3社共同で「インシリコ創薬」での高精度かつ高速なアプローチを開発したことを発表[39]。
- 2016年（平成28年）
  - 1月28日 - アジアとシンガポールにおける海外子会社であるMTファーマ シンガポール社（現・ミツビシタナベファーマシンガポール社）」を設立[40]。
  - 2月8日 - 米国にミツビシタナベファーマホールディングスアメリカの医薬品販売統括会社としてMTファーマ アメリカ社（現・ミツビシタナベファーマアメリカ社）を設立[41]。
  - 3月2日 - 社外取締役の家近正直が死去。
  - 3月14日 - OTC医薬品としてウルソデオキシコール酸配合・消化器系用薬「タナベ胃腸薬ウルソ」を発売[42]。
  - 3月31日 - 日本国内での研究拠点を再編。 
    - かずさ事業所を閉鎖、戸田事業所並びに横浜事業所へ研究機能を統合[43]。
    - 子会社である研究開発支援サービス事業関連会社・田辺アールアンドディー・サービスの業務を終了。

  - 4月1日 - 
    - 中期経営計画で、企業のキーコンセプト「Open Up the Future 医療の未来を切り拓く」を制定（2021年（令和3年）3月31日まで5年間使用）。
    - 組織改編・変更を実施。
      - コーポレート部門では、ワクチン推進室を育薬本部に移管する。
      - 創薬本部では、創薬人事室を廃止し、機能を創薬戦略部と研究推進部に移管する。創薬Aユニット、創薬Bユニット、創薬Cユニットをそれぞれ、「神経科学創薬ユニット」、「フロンティア疾患領域創薬ユニット」、「腎・内分泌科学創薬ユニット」に改称。探索化学研究所と探索生物研究所を改組し、「先端医薬研究所」及び「創薬基盤研究所」を新設。治験推進部、臨床開発第一部、臨床開発第二部、臨床開発第三部、グローバル開発部を再編し、「開発推進部」、「臨床計画第一部」、「臨床計画第二部」、「臨床開発部」を新設。「グローバル開発機能本社設立準備室」を新設。
      - 育薬本部では、メディカルサイエンスセンター、ファーマコビジランスセンター、薬事センターを廃止する。「育薬管理部」を新設。サイエンス・コミュニケーション室に、くすり相談センターの機能を移管し、「サイエンス・コミュニケーション部」に改称。安全性情報部を廃止し、機能をファーマコビジランス部と安全性推進部に移管する。
      - 営業本部では、営業人事室を廃止し、機能を新設の「営業管理部」に移管する。「エリアマーケティング推進部」を新設。流通推進部を「流通政策部」に改称。学術情報研修部を「営業研修部」に改称。プライマリー領域部とCNS領域部を統合し、「製品育成部」を新設。提携・業務部を廃止し、機能を営業企画部と営業管理部に移管する。営業改革室を廃止する。各支店の医薬部と営業部を新設の「エリアマーケティング部」と医薬部に改組する。
      - 製薬本部では、品質保証室を廃止し、機能を品質マネジメント部へ移管する。
      - CMC本部では、CMC企画部とCMC保証部を、CMC企画部と新設の「CMC管理部」に改組する。

  - 6月23日 - オリジナルキャラクター「たなみん」を発表[44]。
  - 9月6日 - インド・ムンバイに本社を持つ製薬会社サンファーマ社の日本法人であるサンファーマ株式会社が、ノバルティス ファーマから製造販売承認を継承する長期収載品14ブランドについて販売提携を発表。同年11月1日から順次サンファーマ製品の販売・流通並びに医療関係者への適正使用情報の提供が開始された[45]。
  - 10月1日 - 
    - 組織改編・変更を実施。
      - コーポレート部門では、「グローバルQA部」を新設。薬事監査部を育薬本部に移管する。情報システム部を「ICTマネジメント部」に改称。
      - 創薬本部では、創薬保証部を廃止する。グローバル開発機能本社設立準備室を「グローバル開発推進室」に改称。
      - 事業部門では、国際事業部を改組し、「海外事業推進部」、「中国事業統括部」、「アセアン事業統括部」を新設。

  - 11月1日 - タイ王国における医薬品企業及び販売活動業務の海外子会社として、MTファーマ タイランド社（現・ミツビシタナベファーマタイランド社）」を設立[46]。
  - 11月7日 - 大阪府吹田市にある一般財団法人阪大微生物病研究会（以下、BIKEN財団）と、同財団のワクチン事業を基盤とした合弁会社・株式会社BIKENの設立で基本合意[47]。
- 2017年（平成29年）
  - 4月1日 - 組織改編・変更を実施。
    - コーポレート部門では、育薬戦略部の一部機能を育薬本部から移管し、「ポートフォリオマネジメント部」を新設。経営企画部の一部機能を移管し、「フューチャーデザイン部」を新設。医療情報部を育薬本部から移管し、渉外部の一部機能を統合し、「医療政策部」を新設。ワクチン推進部を育薬本部より移管する。渉外部、総務人事部、ビジネスエキスパートセンターを再編し、経理財務部に一部機能を移管するとともに、「人事部」と「総務部」を新設。内部統制・コンプライアンス推進部を「内部統制推進部」に改称。「株式会社BIKEN」の設立準備のため、「JV準備室」を新設。
    - 創薬本部では、グローバル開発推進室を廃止し、その機能とトランスレーショナルリサーチ部の渉外機能を創薬戦略部へ移管し、「創薬企画部」に改称。臨床計画第一部及び第二部のPOC取得機能をプロジェクトファシリテート部へ移管し、「創薬プロジェクト部」に改称。研究推進部を「創薬推進部」に改称。腎・内分泌科学創薬ユニットと先端医薬研究所を統合し「インキュベーションユニット」を新設。先端医薬研究所の一部機能を創薬基盤研究所へ移管する。創薬薬事部、開発推進部、データサイエンス部、臨床計画第一部及び第二部、臨床開発部を育薬本部へ移管する。
    - 育薬本部では、育薬戦略部、育薬管理部、プロダクトコディネート部の一部機能を移管し「育薬企画部」に新設。マーケティング部を「メディカル推進部」に改称。創薬薬事部、開発推進部、データサイエンス部、臨床計画第一部及び第二部、臨床開発部を創薬本部より移管・再編し、「データサイエンス部」、「開発薬事部」、「臨床計画第一部」、「臨床計画第二部」、「臨床推進部」を新設。研究・育薬部を「メディカルサイエンス部」に改称。「育薬研修部」を新設。サイエンス・コミュニケーション部を「メディカルコミュニケーション部」に改称。
    - 営業本部では、営業企画部のマーケティング機能を移管し、「マーケティング部」を新設。営業推進部をエリアマーケティング推進部に統合する。東京支店の病院部を医薬部に統合する。レミケード部を「炎症免疫部」に改称。
    - 製薬本部では、生産改革室を廃止し、機能を製薬企画部へ移管する。
    - その他では、ミッションマネジャーの運用に伴い、高度戦略ミッションの責任体制の明確化及び成果向上を目的に、「ミッションマネジャー」の設置・運用を行うことになった。
    - 事業部門では、アセアン事業統括部を廃止し、機能を海外子会社の「MTファーマ シンガポール社（現在のミツビシタナベファーマ シンガポール社）」へ移管する。

  - 4月3日 
    - 事業拠点では、東京都中央区日本橋小網町と、東京都文京区湯島の当社湯島ビルに分かれていた営業本部の東京支店及び営業所を統合、現在地へ移転。
    - 連結子会社・田辺総合サービスの100%子会社として、障がい者雇用促進に向けた環境整備を目的とした孫会社・田辺パルムサービス株式会社を設立。当社の加島事業所内に同社の本社を設置[48]。

  - 5月9日 - 株式会社BIKENが、BIKEN財団の100%子会社として正式に設立[49]。
  - 7月18日 - 大阪支店を現在地へ移転。
  - 7月24日 - イスラエルに本社を置くニューロダーム社との間で、同社の買収で合意したと発表。買収には、当社が同年7月に設立した買収目的会社をニューロダーム社へ吸収合併させ、当社の完全子会社とする逆三角合併がとられる[50]。
  - 8月1日 - 米国における医薬品統括会社であるMTファーマ アメリカ社の社名を、ミツビシタナベファーマ アメリカ社に変更。
  - 9月1日 - 同年5月に設立された株式会社BIKENについて、BIKEN財団が保有していた全株式のうちの33.4%を当社が譲り受けて合弁会社化、操業開始[51]。
  - 10月1日 - 
    - ジェネリック医薬品（長期収載品を含む）事業を、吸収分割により子会社の田辺製薬販売へ継承。同時に、同社全株式をニプロへ譲渡[52]。田辺製薬販売は、ニプロESファーマ株式会社に社名変更[53]。
    - 組織改編。コーポレート部門で、株式会社BIKENの操業開始に伴い「JV準備室」を廃止。更に「ニューロダーム室」を新設。

  - 10月18日 - ニューロダームの買収手続を完了したと発表[54]。
  - 11月27日 - 帝國製薬と共同開発したアレルギー性疾患治療剤「ルパフィン錠10mg」を発売[55]。
- 2018年（平成30年） - 創業340周年。
  - 1月16日 - クレハと共同開発した慢性腎不全用剤「クレメジン速崩錠500mg」を発売。
  - 2月1日 - 医薬品開発会社である株式会社ステリック再生医科学研究所を子会社化。
  - 3月1日 - 海外子会社のMTファーマ シンガポール社を、ミツビシタナベファーマシンガポール社に社名変更[56]。
  - 3月27日 - カナダに本社を置く医薬品販売会社ミツビシタナベファーマアメリカ社が、子会社としてミツビシタナベファーマカナダ社を設立[57]。
  - 4月1日 - 組織変更。 
    - 環境安全部を製薬本部から総務部へ移管し、「環境安全室」と改称。
    - 本部の再編に伴い、製薬本部とCMC本部を統合・再編の上「サプライチェーン本部」を設置する。CMC本部のデザインドファーマ等の探索、イノベーションに関する機能を「創薬本部」と統合する。
    - コーポレート部門では、薬制管理部と開発薬事部を育薬本部から移管・統合して「グローバルRA部」を新設。
    - 購買部及び法務知財部の一部機能を総務部へ移管する。
    - 法務知財部の契約と知的財産に関する機能を移管して、「知的・契約部」を新設。
    - 環境安全部を製薬本部から総務部へ移管し、「環境安全室」に改称。
    - 監査部、内部統制推進部、ICTマネジメント部、ワクチン推進部、医療政策部及び中国事業統括部を、「監査室」、「内部統制推進室」、「ICTマネジメント室」、「ワクチン室」、「医療政策室」及び「中国事業統括室」へ改称。
    - 創薬本部では、創薬プロジェクト部と、トランスレーショナルリサーチ部を統合し、「創薬プロジェクト部」とする。インキュベーションユニット、創薬基盤研究所及びCMC本部から移管される機能を統合・再編し「フロンティア創薬ユニット」、「創薬基盤研究所」とするとともに、「モダリティー研究所」とする。
    - 育薬本部では、育薬企画部と育薬管理部及びプロダクトマネジメント部を統合・再編し「育薬企画部」及び「プロジェクトマネジメント部」とする。メディカルサイエンス部、メディカル推進部及びメディカルアフェアーズ第一部・第二部を統合・再編し、「メディカルインテリジェンス部」、「メディカルアフェアーズ部」とする。育薬研修部の機能を「メディカルアフェアーズ部」、「プロジェクトマネジメント部」及び「安全性推進部」に移管する。臨床計画第一部、臨床計画第二部及び臨床推進部を統合・再編し、「開発第一部」、「開発第二部」とする。
    - 営業本部では、営業企画部と営業管理部を統合し「営業企画部」に、製品育成部、製品情報部及びワクチン部を統合・再編し「製品育成部」とする。東北支店・大阪支店の医薬部を廃止する。
    - サプライチェーン本部では、製薬企画部、CMC企画部及びCMC管理部を統合・再編し「サプライチェーン企画部」とする。品質マネジメント部、技術推進部を統合し、「技術統括部」とする。プロセス研究所、製剤研究所及び分析研究所を、「プロセス研究部」、「製剤研究部」及び「分析研究部」とするとともに、それぞれの一部機能を創薬本部へ移管する。
    - 事業部門では、「事業部門」と「事業推進部」が廃止となったため「海外事業推進部」、「中国事業統括部」、「メドウェイ推進室」及び「ヘルスケア事業部」を、「コーポレート組織」と付置づけた。

  - 9月4日 - 当社とジャパンメディックが共同開発した乾燥肌向けのチューブタイプの皮膚治療薬「コートf レグケア」を発売[58]。
  - 10月1日 - 海外子会社タナベインドネシア社がミツビシタナベファーマインドネシア社へ、同じくMTファーマ タイランド社がミツビシタナベファーマタイランド社へそれぞれ社名変更[59]。
  - 10月31日 - 液体胃腸薬「ウルソ+ウコン（販売名・ウルソウコン）」を、50mlミニドリンク剤として発売[60]。
  - 12月24日 - 成長するインドネシア、アセアン地域における収益拡大と販売基盤強化に向け、マレーシアにて医薬品販売事業子会社ミツビシタナベファーママレーシア社を設立。ベトナムにベトナム駐在員事務所を設置[61]。
- 2019年（平成31年/令和元年）
  - 1月1日 - 子会社・田辺総合サービスの社名を田辺三菱製薬プロビジョン株式会社に変更[62]。グループの情報・サービス提供機能集約を担う中核企業と位置づけ、事業展開を担う当社と、生産を担う完全子会社・田辺三菱製薬工場とともに新たなグループ経営体制を確立。
  - 1月31日 - 連結子会社・田辺製薬吉城工場の全株式を、ニプロの関連会社・ニプロファーマへ譲渡することで合意、譲渡契約を締結[63]。同社は4月1日付でニプロファーマ飛騨工場に社名変更。
  - 4月1日 - 組織変更・改編を実施。
    - コーポレート部門にある「メドウェイ推進室」を廃止、「総括製造販売責任者室」及び「ラジカヴァ室」を新設。
    - フューチャーデザイン部を「デジタルトランスフォーメーション部」に改称。
    - 海外事業推進部内の一部機能を移管し、「欧州事業統括室」を新設。
    - 創薬本部にある「創薬企画部」と「創薬推進部」を統合し「創薬企画部」とする。
    - 営業本部にある「営業研修部」の事業機能を、「営業企画部」と「マーケティング部」に移管される。東京支店・東海支店・九州支店に設置している医薬部を廃止する。

  - 5月29日 - ヤンセン ファーマと共同開発した医療用医薬品「シンポニー皮下注50mg オートインジェクター」を発売[64]。
  - 7月1日 - 神奈川県藤沢市村岡東二丁目26番地1にある「湘南アイパーク」及び湘南ヘルスイノベーションパークの研究拠点事業所を、湘南事業所として開設。
  - 7月16日 -  営業本部の中国支店及び広島第一・第二営業所とヘルスケア事業部 中国・四国エリアを、現在地（GRANODE広島）へ移転。
  - 9月10日 - アンジェスと共同開発したHGF遺伝子治療用製品「コテラジェン筋注用4mg」を発売[65]。
  - 10月1日 - 組織変更改編に伴い、コーポレート部門内では「知的・契約部」の契約法務の機能を「総務部」に移管し、総務部を「総務・法務部」、知的・契約部を「知的財産部」に改称。
  - 11月18日 - 当社取締役会が、親会社である三菱ケミカルHDによる当社株式の公開買付けについて賛同する意見を表明[66]。
  - 11月27日 - 参天製薬より抗アレルギー点眼剤「アレジオンLX点眼液0.1%」（一般名・エピナスチン塩酸塩）を発売[67]。
    - 当社と参天製薬は、同年9月20日付で本薬にかかる共同販売促進契約を締結しており、当社は眼科以外の医療機関への情報提供活動を担当する[67]。

  - 12月2日 - 営業本部の北海道支店とヘルスケア事業部 北海道エリアを、現在地へ移転。
- 2020年（令和2年）
  - 1月15日 - 三菱ケミカルHDが当社株式の議決権所有割合91.57％を取得し、特別支配株主となった[68]。
  - 1月17日 - 当社が所有する普通株式全部を三菱ケミカルHDへ売り渡すことの請求（本売渡請求）を取締役会が承認、上場廃止基準に該当することとなり、同日から整理銘柄に指定された[69]。
  - 2月27日 - 上場廃止[70]。
  - 3月31日 - 戸田事業所を閉鎖[71]。
  - 4月1日 - 代表取締役社長に上野裕明が就任。 
    - 組織変更改編に伴い、本部内では当社製品に関わるクオリティマネジメント、適正使用情報マネジメントをグローバルに強化するため、コーポレートと育薬本部から一部機能を移管して「QV（クオリティ&ビジランス）本部」を新設。
    - コーポレート部門では、ポートフォリオマネジメント部を「製品戦略部」に改称。経理財務部に、経営企画部の管理機能を統合し「経営管理部」に改称。経営企画部を「経営戦略部」に改称。
    - 海外事業推進部に「中国事業統括室」を統合し、中亜を統括する「アジア事業推進部」に改称。「欧州事業統括室」は廃止し、欧州事業は、欧州事業担当役員が担当する。
    - 営業本部内の事業拠点では、製品育成部の一部機能を移管し「糖尿病・腎領域部」を新設。東京支店内に「病院部」を新設。「北関東支店」と「甲信越支店」を統合し「北関東甲信越支店」、「中国支店」と「四国支店」を同じく統合し、「中四国支店」としてそれぞれ新設。流通改策部内に「九州流通部」を新設。
    - 育薬本部では、メディカルインテリジェンス部、メディカルコミュニケーション部、メディカルアフェアーズ部を「メディカルインテリジェンス部」、「メディカルアフェアーズ部」に再編する。
    - QV本部では、コーポレート部門から「グローバルQA部」、「薬事監査部」を移管する。育薬本部から「安全性推進部」、ファーマコビジランス部を移管し、ファーマコビジランス部を「グローバルPV部」に改称。

  - 5月7日 - 腎性貧血治療薬「バダデュスタット」について、扶桑薬品工業と透析領域におけるコ・プロモーション契約を締結。
  - 8月26日 - 腎性貧血治療薬「バフセオ錠150mg・バフセオ錠300mg（HIF-PH阻害剤）」を発売[72]。
  - 10月1日 - 組織改編に伴い、コーポレート部門では、総務・法務部の「契約法務グループ」、コーポレート法務グループの機能を三菱ケミカルHDに移管し、総務・法務部を「総務部」に改称。
  - 12月10日 - OTC医薬品として、アレルギー専用鼻炎薬「タリオンAR」（要指導医薬品）を発売[73]。
- 2021年（令和3年）
  - 1月1日 - 組織改編に伴い、QV本部では「プロモーション監査部」を新設し、総務部から「公正競争管理グループ」と「倫理審査グループ」を移管する。
  - 4月1日 - 企業理念に代わるものとして「MISSION」及び2030年の目指す姿として「VISION 30」を制定（前述）[74]。
    - 組織改編・変更を実施。
      - コーポレート部門では、広報部を「コミュニケーションクロスローズ部」に改称。
      - 創薬本部では、創薬モダリティの多様化に伴う社内外の連携強化、研究ポートフォリオマネジメント機能強化及び人材育成、リスク管理強化を加速させるため、現在の創薬企画部の戦略及び管理に関する機能及び責任体制を二部に分け、創薬企画部及び新設「創薬管理部」に再編
      - 育薬本部では、田辺三菱製薬プロビジョンから、医薬情報センターの機能を移管。
      - 営業本部では、研修機能を集約し、役割の明確化と研修精度を高めて、コンプライアンス遵守を強化するため、「研修部」を新設。
      - サプライチェーン本部では、新しいモダリティ対応を含め、変化に強いサプライチェーン研究部門として、機能融合と新たなサプライチェーン研究部門としての探索を図るため、プロセス研究部、製剤研究部、分析研究部を再編し、「合成医薬品」、「デザインドファーマ品」を担う「製品技術研究所」と、バイオ医薬品を担う「戦略技術研究所」を新設。技術統括部を「サプライチェーンプロジェクト部」に改称。

  - 6月1日 - 視神経脊髄炎スペクトラム障害治療に向けた医療用医薬品「ユプリズナ点滴静注100mg」を発売[75]。
  - 6月18日 - 2型糖尿病治療薬「テネリアOD錠20mg・40mg」を第一三共と共同発売[76]。
  - 8月2日 - 営業本部の北関東甲信越支店を現在地へ移転。小野田事業所及び小野田工場内に研究棟が竣工[77]。
  - 8月10日 - 東京本社を親会社の三菱ケミカルHDが入居するパレスビルへ移転[78]。社内外との連携強化を目的とした東京本社の全機能移転及び新しい働き方改革への変革に向け実施されている本社と東京本社へのオフィス環境整備の一環である。
  - 9月6日 - 営業本部の神戸支店を現在地へ移転。
  - 10月4日 - 加島事業所内のCMC研究機能を、小野田事業所内のCILに移転。
  - 11月30日 - 当社及びエーピーアイコーポレーションが、当社が販売するウルソ製剤の原薬製造事業をイタリアの「ICE Group Companies」に2022年5月2日付で譲渡することで合意したと発表[79]。
  - 12月31日 - 加島事業所を閉鎖。研究機能を小野田事業所へ移転。
- 2022年（令和4年）4月1日 
  - 上野裕明が代表取締役社長から代表取締役に昇格。
  - 組織改編・変更を実施。営業本部内の事業拠点として、埼玉支店と千葉支店を統合し「千葉埼玉支店」、大阪支店と神戸支店を統合し「大阪支店」をそれぞれ新設。
- 2023年（令和5年） - 創業345周年。
  - 4月1日 - 組織改編・変更を実施。営業本部内の事業拠点として、東京支店の名称を「関東第一支店」、千葉埼玉支店と横浜支店を統合し「関東第二支店」、東海支店の名称を「東海北陸支店」、大阪支店と京都支店を統合し「関西支店」をそれぞれ新設。
  - 6月30日 - OTC医薬品として膣カンジダ再発治療薬「オキナゾールL」の1日療法用製剤「オキナゾールL600」（要指導医薬品）を発売[80]。
- 2024年（令和6年）4月1日 - 組織改編・変更を実施。営業本部内の事業拠点として、北海道支店と東北支店を統合し「北海道東北支店」を新設。100%子会社の吉富薬品を合併。
- 2025年（令和7年）
  - 2月7日 - 親会社の三菱ケミカルグループが田辺三菱製薬を米投資ファンドのベインキャピタルに5,100億円で売却すると発表。2025年7〜9月期に売却を完了する見込み[81][82]。
  - 7月1日 - 親会社の三菱ケミカルグループが2025年6月25日に開催した第20回定時株主総会において、同社がベインキャピタルとの間で結んだ吸収分割契約（田辺三菱製薬の全株式及び関連資産を、株式会社BCJ-94に承継させる吸収分割に関し、2025年3月28日付で同社との間で締結した吸収分割契約）が承認可決されたことを受けて、田辺三菱製薬の全株式が株式会社BCJ-94へ譲渡された。これに伴い、2025年12月1日より商号が田辺ファーマ株式会社（たなべふぁーま、英: Tanabe Pharma Corporation）に変更されることが公表された[83]。

## 三菱ウェルファーマとの合併
2007年（平成19年）10月1日、田辺製薬は同社を存続会社として三菱ウェルファーマと合併したが、実は両社は同じ源流を有する医薬品メーカーであった。
三菱ウェルファーマの前身は複雑であり、以下の4社に分けることができる。
- 東京田辺製薬 - 1901年（明治34年）7月25日創業、1921年（大正10年）11月24日に設立。
- 三菱化学医薬カンパニー - 1934年（昭和9年）8月1日に設立された大手総合化学メーカー。
- ミドリ十字 - 1950年（昭和25年）11月20日、日本最初の民間血液銀行として設立。のちに薬害エイズ事件を引き起こした。
- 吉富製薬 - 1940年（昭和15年）8月1日に、武田薬品工業の子会社として設立。1998年（平成10年）4月1日にミドリ十字を合併（吉富によるミドリ十字の事実上の救済合併）。
  - うち、東京田辺製薬は、1900年代初頭「田邊五兵衞商店（田辺製薬）」から分離独立し、「田邊元三郎商店」として創業。その際、田辺製薬との資本関係は解消したが、一時期、田辺-東京田辺間で西日本（田辺）・東日本（東京田辺）の営業地域分けを行っていたこともあった。なお、旧・東京田辺製薬は、1999年（平成11年）10月1日に三菱化学の医薬品事業と統合（法人としては三菱化学に合併）して「三菱東京製薬株式会社」となり、三菱化学の傘下に入ったため、本家の田辺との関係は皆無に等しくなった。
  - 吉富製薬は、1998年（平成10年）4月1日にミドリ十字を合併。これを機に新生「吉富製薬」となったが、2000年（平成12年）4月1日に社名を「ウェルファイド株式会社」に変更した。

## 主要製品一覧

### 一般用医薬品
当社は、田辺製薬時代からの「アスパラ」シリーズのほか、薬事法改正に伴い、一般用医薬品に転換した「フルコートf」及び「コートf」シリーズを主力製品としている。なお「アスパラ」シリーズは、医療用の分野でも主力製品である。なお、旧・三菱ウェルファーマの一般用医薬品事業は、2004年（平成16年）3月1日に佐藤製薬に譲渡された。事業譲渡後も「サロメチール」の製造は当社が引き続き行っていたが、製造権も2011年（平成23年）秋を以て佐藤製薬へ承継された。
- フルコートf【指定第2類医薬品】 - 軟膏タイプの皮膚疾患治療薬（フルオシノロンアセトニド+フラジオマイシン硫酸塩配合）。本品は以前から薬局やドラッグストアで入手可能な処方箋医薬品「フルコートf」としてロングセラーであったが、2009年（平成21年）3月2日に、効能・効果ならびに用法・用量を変更して一般用医薬品となり、同年11月に「フルコートf軟膏」へ改称。2012年（平成24年）4月1日に現在の名称に再改称した。2017年（平成29年）6月1日、既存品（5g）の倍量となる10gを追加発売した。
- コートf
  - コートf AT【指定第2類医薬品】 - 湿疹・皮膚炎用薬（プレドニゾロン吉草酸エステル酢酸エステル配合）。軟膏タイプの「コートf AT軟膏」とクリームタイプの「コートf ATクリーム」の2種類がある。2015年（平成27年）4月発売。（製造販売元:ジャパンメディック）
  - コートf MD軟膏【指定第2類医薬品】 - 軟膏タイプの湿疹・皮膚炎用薬（プレドニゾロン配合）。2017年（平成29年）4月にリニューアル。従来配合していたクロタミトン、ジブカイン、クロルヘキシジン塩酸塩を省く処方変更が行われ、「コートf MD」から製品名が変更された。（製造販売元:テイカ製薬）
  - コートf ヘパメディ【第2類医薬品】 - 油性クリームタイプの乾燥性皮膚用薬（ヘパリン類似物質+トコフェロール酢酸エステル配合）。2024年（令和6年）10月発売。（製造販売元:ジャパンメディック）
  - コートf ヘパメディHD【第2類医薬品】 - ローションタイプの乾燥性皮膚用薬（ヘパリン類似物質・ジフェンヒドラミン・グリチルリチン酸二カリウム配合）。2024年（令和6年）9月発売。（製造販売元:ジャパンメディック）
- オキナゾール
  - オキナゾールL600【要指導医薬品】 - オキナゾール塩酸塩を1錠中に600mg配合された1日療法用。紺の縦型パッケージとなり、「オキナさん」のイラストも入る。
  - オキナゾールL100【第1類医薬品】 - 医療用医薬品「オキナゾール膣錠100mg」をスイッチOTC化した膣カンジダの再発治療薬。なお小林製薬へもOEM供給しており、同社からは「フェミニーナ 膣カンジダ錠」の商品名で発売されている。
- タリオンAR【要指導医薬品 → 第1類医薬品 → 第2類医薬品】- ベポタスチンベシル酸塩を医療用と同量配合したアレルギー専用の鼻炎内服薬。2023年（令和5年）12月11日に第1類医薬品にリスク区分が変更され、2024年（令和6年）12月10日より、第2類医薬品にリスク区分が再変更。その6日後に60錠が追加発売された。
- タナベ胃腸薬

- セレキノンS【要指導医薬品 → 第1類医薬品 → 第2類医薬品】- トリメブチンマレイン酸塩錠で医療用の「セレキノン」と同一[84]。過敏性腸症候群（IBS）の症状（以前に医師の診断・治療を受けた人に限る）を改善する内服薬。販売エリアは発売当初、九州・沖縄地区に限定していたが、2015年（平成27年）8月に全国に拡大した。2019年（平成31年）1月10日に第1類医薬品にリスク区分が変更され、2020年（令和2年）1月10日より、第2類医薬品にリスク区分が再変更された[85]。
- アスパラ（Aspara）

#### 販売店限定品
- アイキュート【第3類医薬品】 - 目薬。サンドラッググループ向け製品（製造販売元・テイカ製薬）。
- アスパラジム【第3類医薬品】 - 森下仁丹との導入品。

#### 配置用製品
- 葛根湯エキス顆粒〔大峰〕【第2類医薬品】 - 顆粒タイプの漢方製剤（製造販売元・大峰堂薬品工業）。

### 過去の一般用医薬品

#### 総合感冒薬
- ナイプ糖衣錠
- ナイプカプセル
- タナベ感冒アンプル
- タナベ感冒シロップ
- タナベ感冒錠
- タナベ感冒顆粒
- タナベ感冒薬糖衣錠
- タナベ感冒薬カプセル
- タナベ感冒薬A錠
- タナベ感冒薬Aカプセル
- 新タナベ総合感冒薬【指定第2類医薬品】 - カプセルタイプのイブプロフェン配合かぜ薬、配置用製品（製造販売元・滋賀県製薬）。
- ノバポン錠
- ノバポン顆粒
- ノバポンカプセル
- ノバポンP
- ノバポンA錠
- ノバポンAカプセル
- ノバポンA小粒錠
- ノバポンAシロップ乳幼児用
- 新ノバポン錠
- 新ノバポン顆粒
- 新ノバポンカプセル
- 新ノバポンGO錠
- 新ノバポンGO顆粒
- 新ノバポンGOカプセル
- ノバポン新感冒薬DX錠 - 2005年（平成17年）3月31日に製造終了。
- ノバポン新感冒薬DXカプセル
- ノバポン小児用シロップ
- 新ノバポン小児用シロップ - 2005年（平成17年）3月31日に製造終了。
- チミコデG錠
- チミコデかぜ錠
- チミコデDX顆粒
- チミコデかぜホット
- チミコデカプセル
- チミコデかぜシロップ小児用

#### 鎮咳去痰薬・鼻炎用薬
- アクチヘッド
- アクチヘッドT
- アスベリンE
- ノバポンせきどめ錠
- ノバポンせきどめカプセル
- 新ノバポンせきどめカプセル
- ノバポンせきどめシロップ
- ノバポンせきどめ液
- ノバポンせきどめ液1000
- チミコデ錠
- チミコデ液
- チミコデシロップ
- 新チミコデシロップ
- チミコデシロップN
- チミコデKシロップ
- チミコデWシロップ
- チミコデソフトカプセル
- ノバポン鼻炎カプセル
- ノバポン鼻炎用カプセル
- 新ノバポン鼻炎カプセル
- ジュピックシロップ
- チミコデ鼻炎カプセル
- チミコデ鼻炎カプセルP
- チミコデ鼻炎スプレー
- 新タナベ鼻炎カプセル【指定第2類医薬品】 - カプセルタイプの鼻炎用内服薬、配置用製品（製造販売元・滋賀県製薬）。
- ピタクイック【第2類医薬品】 - 2011年（平成23年）3月31日に製造終了（製造販売元・高市製薬）。
- アレギサール鼻炎【第2類医薬品】 - 2019年（令和元年）6月30日に製造終了。2020年（令和2年）12月10日に発売された「タリオンAR」が実質的な代替品となる。

#### 鎮痛解熱薬・鎮うん薬
- タナベ鎮痛錠
- ピリパンアンプル
- ピリパン
- ピリパン顆粒
- ピリパンA
- ピリパンA顆粒
- 乗物よい薬タナベ
- ノドカ錠
- ノドカクール
- キッパス
- コリホン顆粒

#### のど薬
- タナベうがい薬
- タナベうがい薬50
- ナイプトローチ
- ノバポントローチ
- ノパボンLトローチ【第3類医薬品】 - トローチタイプの口腔咽喉薬。配置用製品（製造販売元・前田薬品工業）。
- チミコデトローチ
- チミコデトローチDX
- うがい薬（東京田辺）第1期
- うがい薬（東京田辺）第2期
- チミコデうがい薬
- 漢方ノドロップ【第2類医薬品】 - 2011年（平成23年）3月31日に製造終了（製造販売元・高市製薬）

#### 胃腸薬・整腸薬・下痢止め薬・便秘薬
- タナベ胃腸薬（第1期、錠剤）
- タナベ胃腸薬顆粒
- タナベ胃腸薬分包
- タナベ胃腸薬錠
- タナベ胃腸薬（第2期、錠剤）
- タナベ胃腸薬U錠
- 胃腸薬「タナベ」
- 新タナベ胃腸薬錠 - 2005年（平成17年）3月31日に製造終了。
- タナベ胃腸薬U分包
- ブスコパン
- タナベSEカプセル
- 寿玄
- 新タナベ胃腸薬顆粒【医薬品 → 第2類医薬品】 - 総合胃腸薬。スティック包装タイプの顆粒剤。2015年（平成27年）4月30日に製造終了。
- タナベ胃腸薬<調律> 顆粒【医薬品 → 第2類医薬品】 - 総合胃腸薬。自主回収のため、2015年（平成27年）2月13日に製造終了。
- エビオス錠
- パンラーゼ
- 胃腸薬 東京田辺錠
- ウルソ錠 - 現在は「タナベ胃腸薬ウルソ【第3類医薬品】」として発売されている。
- ウルソS錠
- ハイウルソ錠
- ハイウルソ顆粒
- ハイウルソグリーン - かつては佐藤製薬より「ハイウルソグリーンS【第2類医薬品】」として発売されていた。
- ハイウルソエース内服液
- ラクトーン錠エビオス
- ラクトーン錠
- 新ラクトーン
- 新ラクトーンA
- ラクトコート
- エマクロン
- タナコロン錠
- コロミー錠
- ナイスパン
- ナイスパンS
- サンベリン錠
- サンベリンS錠
- ビフィーナ整腸薬 - 森下仁丹との共同開発品。2009年（平成21年）3月31日に製造終了。
- ビフィーナ便秘薬 - 森下仁丹からの導入品。2009年（平成21年）3月31日に製造を終了し、森下仁丹へ移管。
- ウルソウコン【指定医薬部外品】 - ウルソデオキシコール酸とカルニチン塩化物・4種類の和漢薬（健胃生薬）が配合された、グレープフルーツ風味の50ml胃腸ドリンク剤。2022年（令和4年）9月30日に製造終了。

#### 外皮用薬・外用消炎鎮痛剤・痔疾用薬
- エマ
- ワーボン軟膏
- ワーボンE軟膏
- 田辺メンタム
- 田辺メンタムS【第3類医薬品】 - 軟膏タイプの外皮用殺菌剤。配置用製品。
- タナベきず薬軟膏
- プリーズ
- タナベ水虫薬
- タナベ水虫液
- 新タナベ水虫液
- 新タナベ水虫薬EX液【第2類医薬品】 - 液タイプ、配置用製品（製造販売元・前田薬品工業）。
- アルマイン軟膏
- アルマイン液
- アルマインS軟膏
- アルマインS液
- サブベートクリーム
- サブベートEX「1%クリーム」【第2類医薬品】 - クリームタイプの消炎・鎮痛薬。配置用製品。（製造販売元・前田薬品工業）。
- エクシブクリーム - 現在はロート製薬から「メンソレータムエクシブEXクリーム【指定第2類医薬品】」として発売されている。
- パスキス
- パスキスE
- デボラG坐薬
- サロメチール - 現在は佐藤製薬から発売されている。
- サロメチール・ソフト
- サロメチールエアゾール
- サロメチールL - 現在は佐藤製薬から発売されている。
- サロメチールID1%液
- サロメチールID1%クリーム
- サロメチール・ゾル - 現在は佐藤製薬から発売されている。
- サロメチールパップ
- サロメチールパップM
- サロメチールIDパップ
- サロメKゼリー
- サロメチールかゆみ止め
- ベナパスA【第3類医薬品】 - 鎮痒消炎薬。配置用製品。
- ワーボンプラス軟膏【医薬品 → 指定第2類医薬品】 - 2015年（平成27年）10月31日に製造終了。
- コートf MD【指定第2類医薬品】 - 2017年（平成29年）5月31日に製造終了。「コートf MD軟膏」へ継承。
- メディスキンコートf【第3類医薬品】 - 2018年（平成30年）10月31日に製造終了。
- タナベインドメタシンシップ【第2類医薬品】 - 配置用製品。
- コートf レグケア【第3類医薬品】 - 2022年（令和4年）7月31日に製造終了。

#### 目薬
- アスパラ目薬
- アスパラ目薬S
- アスパラ目薬ソフト【医薬品 → 第3類医薬品】 - 2014年（平成26年）2月28日に製造終了。
- アスパラ目薬L【医薬品 → 第2類医薬品】 - 2015年（平成27年）6月30日に製造終了、「アスパラ目薬Lプラス」へ継承。
- アスパラ目薬クールIC【医薬品 → 第2類医薬品】 - 2015年（平成27年）6月30日に製造終了、「アスパラ目薬クールICプラス」へ継承。
- アスパラ目薬モイストCL【医薬品 → 第3類医薬品】 - 涙液型目薬。2019年（令和元年）10月31日に製造終了。（製造販売元・テイカ製薬）。
- タナベ目薬
- タナベ目薬NE
- タナベ目薬ソフト
- 目薬タナベS
- クールライト
- スマートアイ - マイルドタイプ（ノーマルタイプ）の目薬。サイドドロップ容器を採用。2006年（平成18年）11月30日に製造終了。
- スマートアイ40E【医薬品 → 第2類医薬品】 - リフレッシュタイプの目薬。サイドドロップ容器を採用。2012年（平成24年）9月30日に製造終了。
- スマートアイクール【医薬品 → 第2類医薬品】 - クールタイプの目薬。サイドドロップ容器を採用。2012年（平成24年）9月30日に製造終了。
- スマートアイ プティコンタクト【医薬品 → 第3類医薬品】 - コンタクトレンズ用涙液型目薬。サイドドロップ容器を採用。2016年（平成28年）12月31日に製造終了（製造販売元・テイカ製薬）。
- スマートアイ プティ【医薬品 → 第2類医薬品】 - サイドドロップ容器を採用。容器を横に持ち、正面を向いたままボトルを押して点眼する。2017年（平成29年）11月30日に製造終了。
- メポタAL
- メポタAL-X
- メポタフレッシュ - のちに「アスパラ目薬クールIC」と統合された（製造販売元・テイカ製薬）。

#### ビタミン主薬製剤
- ベストン5
- ベストン25
- ハイ-ベストン5mg
- ハイ-ベストン25mg
- ハイ-ベストン50mg
- ハイ-ベストン
- 新ハイ-ベストン - 2005年（平成17年）9月30日に製造終了。
- アスパラ
- アスパラ-M錠
- アスパラL
- アスパラ児童用
- ジオール
- ジオールピンク
- リジニン
- ユースロンV
- ナルクC錠
- リジニン乳児用
- カランバ
- アスコル2000
- アスコルエース
- アスコル顆粒ゴールド
- アスビタンデルマ
- ハイボンL錠
- ビビダ
- ビタプレBB
- ビタプレEU
- 美蜂カップE
- ネストン
- ネストンゴールド
- 強力ネストンゴールド
- ヘルスロング
- 強力ビタプレ錠
- サニビタU
- ビーダス
- ビタホーマー大粒
- 綜合ビタ錠
- アスパラメガ【第3類医薬品】 - ビタミンB1主薬製剤。2022年（令和4年）10月31日に製造終了。

#### 生薬製剤
- ナンパオ（NANPAO）【医薬品 → 指定第2類医薬品】 - 2020年（令和2年）10月31日に製造終了。

#### 滋養強壮内服液
- ネストンアンプル
- ヘルスロングアンプル
- ユースロングアンプル
- アスパラアンプル
- アスパラドリンク（第1期）
- アスパラC - 処方改良により「アスパラドリンク」（第2期）へ継承。
- アスパラエース【医薬品 → 第2類医薬品】 - 2種強壮生薬・4種ビタミン配合 滋養強壮医薬品50mlミニドリンク剤。2013年（平成25年）3月31日に製造終了。
- アスパラゴールドA - 5種生薬・タウリン・ビタミン配合 医薬品50mlミニドリンク剤。
- アスパラドリンク（第2期）【医薬品 → 医薬部外品 → 指定医薬部外品】 - 2013年（平成25年）3月31日に製造終了。
- アスパラドリンクII【医薬品 → 医薬部外品 → 指定医薬部外品】 - 2013年（平成25年）3月31日に製造終了。
- アスパラドリンクX【医薬部外品】 - ダイドードリンコ自販機向け製品。処方改良（タウリンを1,500mgに増量）により、「アスパラドリンクDX」へ継承（製造販売元・大同薬品工業）。
- アスパラドリンクSPゴールド【医薬部外品】
- アスパラドリンクゴールド【医薬部外品】
- アスパラドリンクIII【第2類医薬品】
- アスパラHi【指定医薬部外品】
- ナンパオ源気G 【医薬部外品】 - 50ml滋養強壮ミニドリンク剤。
- ナンパオ源気ゴールド【第2類医薬品】 - 50ml滋養強壮ミニドリンク。AJD（オールジャパンドラッグ）向け製品。
- ナンパオ源気DX【指定医薬部外品】 - 50ml滋養強壮ミニドリンク剤。
- ナンパオ源気【医薬品 → 第2類医薬品】 - 50ml滋養強壮ミニドリンク剤。10種類の生薬エキスと4種類の薬効成分を配合。2020年（令和2年）4月30日に製造終了。
- ユーナスBBドリンク【医薬部外品】
- 日々彩華 ヨクイナBドリンク【第3類医薬品】 - 2011年（平成23年）3月31日に製造終了（製造販売元・常盤薬品工業）。
- サニビタU内服液 - 滋養強壮ミニドリンク剤。
- サニビタクイン
- サニビタキング

#### その他
- カトールM
- カトールハイジェット
- エアカトールDX
- エアカトールゴキブリ
- シャンポン
- ウロペーパーGP【体外診断用医薬品】（製造販売元・栄研化学）
- ユーナス
- ユーナスハイクリーム
- ユーナスフェイスローション
- ユーナス テレストラメディピュアクリーム
- ユーナス テレストラメディピュアローション
- 夕顔夢美人
- サロメスポーツ
- エバクレーム
- フェナール
- 梅ぼし純
- ゼスト粒剤【農薬】 - 非農耕地用除草剤（農林水産省登録第15630号、DCMU・DPA・2,4-PA粒剤）。1983年（昭和58年）12月16日農薬登録、2001年（平成13年）12月16日登録失効。クサノン粒剤（武田薬品工業）の商品名違い。（製造販売元・大阪化成）
- 大豆イソフラボン<タナベ>【健康食品】
- ハイプロッキー36【健康食品】

### 処方箋医薬品
- シンポニー
- アザニン

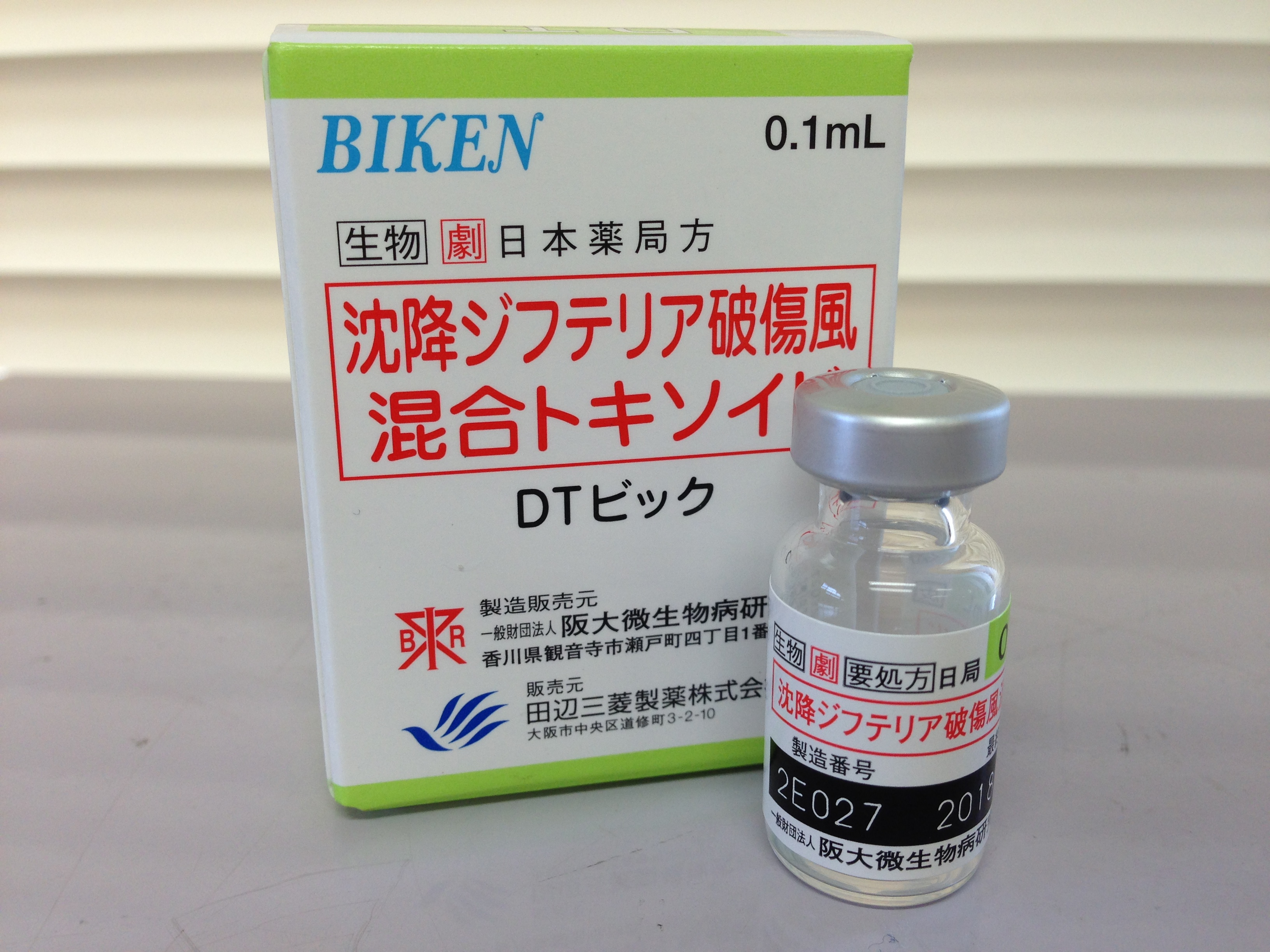
ジフテリア・破傷風混合ワクチン （DTワクチン）

- アレギサール（ペミロラストカリウム） - 点眼液は参天製薬より発売。
- アドビオール
- スパトニン
- アトラント（抗真菌薬）
- アルミノニッパスカルシウム
- イムセラ
- オキナゾール（オキシコナゾール・カンジダ治療薬）
- タナトリル（イミダプリル・血圧治療薬）
- デノシン
- コンベック
- バリキサ
- バリキサドライシロップ5000mg
- バルベナジン - 日本初の遅発性ジスキネジア治療薬
- ヘルベッサー（高血圧治療薬）
- タナドーパ
- シアナマイド
- コラテジェン
- プロトゲン
- サアミオン
- メインテート（高血圧治療薬）
- ベナパスタ
- リメタゾン
- ハロペリドール
- レミケード（インフリキシマブ・関節リウマチ、クローン病治療薬）
- レクチゾール（ジアフェニルスルホン・合成抗菌剤・サルファ剤・免疫抑制剤、ハンセン病・天疱瘡・類天疱瘡治療薬）
- ガストローム
- タリオン
- セレジスト
- モディオダール
- トロペロン
- エクセルダーム
- スルトプリド
- アンプラーグ
- ウルソ
- ブロチゾラム
- ラジカット
- オメプラゾン
- コレバイン
- ゲーベン
- テオドール
- ノイアート
- ノバスタン
- グルトパ
- ケルロング
- コナン
- ヒベルナ
- バイロテンシン（アンジオテンシン I変換酵素阻害剤・高血圧治療薬）
- リプル
- クリアナール
- モーバー
- イミドール（イミプラミン・環系抗うつ薬）
- デパス（エチゾラム・チエノジアゼピン系抗不安薬）
- リーゼ（クロチアゼパム・エノジアゼピン系抗不安薬）
- カルグート
- ピーゼットシー
- クレメジン速崩錠500mg
- フルコート
- フルコートf
- ニフラン - 点眼液は千寿製薬より発売。
- ネオビタカイン
- パズクロス（パズフロキサシン・キノロン系合成抗菌剤）
- マイザー軟膏・クリーム（ステロイド系外用剤）
- フルデカシン
- クロフェクトン
- コテラジェン
- フルカリック（高カロリー輸液） - テルモとの共同開発品
- 乾燥酵母エビオス（製造販売元・アサヒグループ食品）
- メトトレキサート
- レクサプロ
- ステラーラ（製造販売元・ヤンセンファーマ）
- カナリア
- カナリア配合錠
- ルパフィン
- ニッパスカルシウム顆粒
- タスモリン - アキネトンの後発品
- クレメジン（球状吸着炭・慢性腎不全用剤）（製造販売元・クレハ）
- DTビック（ジフテリア・破傷風混合ワクチン（DTワクチン））（製造販売元・阪大微生物病研究会）
- ミールビック（乾燥弱毒生麻しん風しん混合ワクチン）（製造販売元・阪大微生物病研究会）
- ジェービックV（乾燥組織培養日本脳炎ワクチン） - 武田薬品工業との共同販売品（製造販売元・阪大微生物病研究会）
- テトラビック皮下注シリンジ（沈降精製百日せき・ジフテリア・破傷風・不活化ポリオ（セービン株）混合ワクチン）（製造販売元・阪大微生物病研究会）
- 乾燥弱毒生風しんワクチン「ビケン」（製造販売元・阪大微生物病研究会）
- 沈降破傷風トキソイド「生研」（製造販売元・デンカ生研）
- 破トキ「ビケンF」（沈降破傷風トキソイド）（製造販売元・阪大微生物病研究会）
- ジフトキ「ビケンF」（成人用沈降ジフテリアトキソイド）（製造販売元・阪大微生物病研究会）
- ビケンHA、フルービックHAシリンジ（インフルエンザHAワクチン）（製造販売元・阪大微生物病研究会）
- 乾燥弱毒生水痘ワクチン「ビケン」（製造販売元・阪大微生物病研究会）
- 水痘抗原「ビケン」（皮内反応用水痘抗原）（製造販売元・阪大微生物病研究会）
- クリスマシンM（第IX（第9）因子製剤）（製造販売元・一般社団法人日本血液製剤機構）

### 過去の医療用医薬品
- マグネスコープシリンジ
- アスパラK
- アスパラ配合錠
- アスパラ注射液
- アスパラ-CA
- アスパラカリウム
- アトクイック0.05%注シリンジ
- アスベリン
- アドナ
- アプレゾリン
- アレギサール
- アロシトール
- アロフト
- イノリン
- インプロメン
- ベストン
- コデインリン酸塩散1%
- ハイボン
- ガランターゼ
- ザジテン
- セスデン
- グッドミン
- ナイキサン
- ヤクバン（フルルビプロフェン・経皮吸収型消炎鎮痛テープ剤）
- 献血アルブミンWf
- 献血ヴェノグロブリンIH（製造販売元・一般社団法人日本血液製剤機構）
- ポビドリンパスタ軟膏
- ドラール
- ルーラン
- リントン
- バチール
- シンメトレル
- ジオン
- ラボナール
- ベラチン
- アトロピン硫酸塩
- プロスコープ
- ピーエイ配合錠
- メチエフ
- フスタゾール
- TRH
- ヒトCRH
- ヒポクライン
- パーキン散10%
- パーキン糖衣錠（10）
- パーキン糖衣錠（50）
- LH-RH
- サイメリン
- ゾテピン
- ニッパスカルシウム錠
- セチロ配合錠
- チバセン
- テグレトール
- テルネリン
- ニトロダーム
- パーロデル
- プルゼニド
- ラミシール
- リオレサール
- ルジオミール
- ローコール
- ロプレソール
- ヘキサブリックス320
- アミカリック（アミノ酸加総合電解質液） - テルモとの共同販売品（製造販売元・テルモ）
- アミグランド輸液（アミノ酸・ビタミンB1加総合電解質液） - テルモとの共同販売品（製造販売元・テルモ）
- ビケンCAM（乾燥弱毒生麻しんワクチン）

### 備考
- 「アスパラドリンク」は元々田辺製薬が製造・販売していた滋養強壮ドリンク剤「アスパラC」をリニューアルした商品である。「アスパラドリンクX」は、2000年（平成12年）に発売したダイドードリンコ自販機専用品として、以前はダイドードリンコの関連会社・大同薬品工業に製造を委託していたが、現在は自社生産に切り替え、商品販売のみダイドードリンコに委ねる形となっている。

- かつては女性用基礎化粧品の「ユーナス」があったが、2000年代で生産終了した。

- 一般用医薬品となった「フルコート」の外皮用薬は、医療用医薬品では「マイザー」に相当する。医療用医薬品における皮膚用薬は、以前は医療用医薬品であった「フルコート」も「マイザー」に製品統合・集約されたとも言える。また、「フルコート」と同じく一般用医薬品として発売されていた「ワーボン」ブランドが前述のとおり2015年（平成27年）10月31日で製造を終了し、同年4月にシリーズ化した「コートf」へ製品統合された。

- 生物・血液製剤部門は2002年（平成14年）10月1日に株式会社ベネシスとして分社化され、2012年（平成24年）10月1日に日本赤十字社の血漿分画事業との統合によって、一般社団法人日本血液製剤機構となった。分社化並びに統合後も当社が販売やプロモーションを行ってきたが、2014年（平成26年）3月31日をもって血漿分画製剤に関する共同プロモーションが終了（日本血液製剤機構単独でのプロモーションに移行）した。

- ミドリ十字がアメリカでの事業拠点としていた子会社「アルファ・テラピューティック・コーポレーション」は、当社の関連会社として存続しているが、合併前の2002年（平成14年）に血漿分画製剤事業をスペインのグリフォルス社に、採血（血液銀行）部門をバクスター社に売却し、現在は休眠状態にある。

- 2020年（令和2年）3月12日、カナダの子会社が製造する植物由来の粒子を利用し、新型コロナウイルスのワクチンの開発に着手すると発表した[86]。

## 広報活動

### 提供番組
現在
- 2024年（令和6年）12月時点では全国ネットの提供は無く、スポットCM中心となる。

過去
- ドラマ「ジャングル・ジム」（主演ジョニー・ワイズミュラー） - 吹き替えは社長の甥である浅利慶太率いる劇団四季が担当した[87]
- ウィークエンドモーニングショー（毎日放送製作・NETテレビ（現在のテレビ朝日）系、筆頭スポンサー）
- 八木治郎ショー（毎日放送製作・NETテレビ（現在のテレビ朝日）系 → 毎日放送製作・TBS系、筆頭スポンサー）
- 八木治郎ショー・いい朝8時 → すてきな出逢い いい朝8時（毎日放送製作・TBS系） - 放送開始から10年以上にわたって筆頭スポンサー（30秒×3）を務めていたが、その後通常スポンサー（30秒×2）に縮小し、1994年（平成6年）10月1日放送分をもって同番組のスポンサーを降りた。後釜は富士火災の提供となる。
- 北緯35度の風（30秒、毎日放送製作・TBS系）
- クイズ!おみごと日本（30秒、中部日本放送（現在のCBCテレビ）製作・TBS系）
- 特捜最前線（30秒、テレビ朝日系） - 番組末期のみ。
- 愛しの刑事（30秒、テレビ朝日系） - 1992年10月18日から1993年3月21日までのみ。
- アッコにおまかせ!（30秒、TBS系） - 2000年代末期の2009年のみ。
- ひるおび!（30秒、TBS系） - 番組開始から。隔日で12時台。
- ダウトをさがせ!（30秒、毎日放送製作・TBS系） - 1992年4月9日から1993年9月23日までヒッチハイク終了後スポットCMが流れていた。
- 逸見のその時何が!（30秒、毎日放送製作・TBS系） - 1993年4月13日から9月21日までのみ。
- 全日本プロレス中継（30秒、日本テレビ系） - 1980年代。
- ぐるぐるナインティナイン（30秒、日本テレビ系） - 2000年代前半。
- パネルクイズ アタック25（30秒、ABCテレビ制作・テレビ朝日系） - 2009年（平成21年）4月5日放送分から2011年（平成23年）3月6日まで。同年11月8日・11月15日は60秒枠。2010年（平成22年）4月18日から6月27日までは不祥事により自粛。
- 大改造!!劇的ビフォーアフター（30秒、ABCテレビ制作・テレビ朝日系） - 2010年（平成22年）7月4日放送分から2012年（平成24年）3月25日まで。
- 羽鳥慎一モーニングショー（木曜9時台30秒、テレビ朝日系） - 2016年（平成28年）4月7日から2016年（平成28年）9月29日まで。
- 人生の楽園（30秒、テレビ朝日系） - 2018年（平成30年）9月29日をもって降板。
- 宇宙船XL-5 → 谷啓の宇宙冒険（フジテレビ系。一社提供）
- 忍者部隊月光（フジテレビ系、一社提供）
- 天気予報（30秒、宮崎放送） - 1998年（平成10年）頃の木曜23:50に放送した。
- 吉本超合金（テレビ大阪） - 1998年（平成10年）頃の水曜深夜に放送した。
- 五燈獎（台湾電視公司、子会社である台湾田辺製薬の一社提供）ほか

### CMソング
- 「マルゴのタナベ」 - ザ・ピーナッツなどによる歌唱。1960年代。旧・田辺製薬時代。

### CMタレント

#### 現在
- 長谷川博己（2017年6月 - ）　フルコートf
- 小芝風花（2023年5月18日 - ）　フルコートf[88]
- 芳根京子 タナベ胃腸薬ウルソ → タリオンAR（2023年2月 - ）[89]

#### 過去
- 大平透 - 長年にわたり、同社と契約を結びCMに多数出演。上記の土曜朝のMBS製作・TBS系列全国ネット生放送情報番組で生CMに出演したほか、「新ノバポンGO」のCMではハクション大魔王の声でも出演していた。
- ハニホー・ヘニハー - イラン出身の元・外国人タレント、旧・田辺製薬時代「アスパラドリンク」のコマーシャルに出演していたが、後にオーバーステイが発覚した。
- 我修院達也 アスパラドリンク
- 弘田三枝子 アスパラ
- 田中健 アスパラC、アスパラエース
- 長嶋茂雄 アスパラエース
- 陣内孝則 アスパラエース
- 中畑清 アスパラドリンク
- ジュディ・オング ナンパオ
- 黒木瞳 フルコートf

### 企業スポーツ
- 田辺三菱製薬サッカー部（旧・田辺製薬サッカー部） - 1927年（昭和2年）創部、2019年（平成31年/令和元年）まで活動した。1950年代の実業団サッカー界の強豪だった。かつては加島事業所に拠点を置いていた。
- 田辺製薬硬式野球部 - 社会人野球チーム。1973年（昭和48年）から1991年（平成3年）にかけて活動した。かつては小野田工場を拠点に置いていた。
- 堺ブレイザーズ - アスパラドリンクがスポンサーに付いている。
- 阪神甲子園球場 - 外野フェンスのレフトポール際に社名広告を掲げている。
- 日本生命球場 - 近鉄バファローズ本拠地時代、バックスクリーンにアスパラの広告を掲げていた。
- SUPER GT - 2001年から2007年まで、旧・田辺製薬が雨宮アスパラドリンクRX7のスポンサーだった。

### オリジナルキャラクター
- たなみん（Tanamin）

## 不祥事

### 不法就労外国人タレントのCMイメージキャラクター起用
旧・田辺製薬時代の1999年（平成11年）より、滋養強壮ドリンク剤「アスパラドリンク」シリーズのテレビCMに、外国人タレントのハニホー・ヘニハーを起用していたものの、ハニホー・ヘニハーの不法就労が判明。即降板となり、2002年（平成14年）4月1日より、SMAPの草彅剛を起用したテレビCMに差し替えとなった。

### 試験データの改竄
- 多数の被害者を出した薬害スモンの原因がキノホルムである事を示すデータを握り潰していた事が発覚した。
- 子会社「株式会社バイファ」（薬害エイズ問題で経営が悪化し、最終的に田辺三菱製薬に合併された旧・株式会社ミドリ十字の100%子会社）が人血清アルブミン製剤である「メドウェイ注」を厚生労働省への承認の申請を行った際に不純物の濃度を実際よりも低く見せかけたり、アレルギー反応の陽性を陰性にデータを差し替えて16件の項目において改ざんするなどして承認を通りやすくしていたことが発覚し、2010年（平成22年）4月13日、同月17日から25日間の業務停止とする行政処分を受けた。
- 2011年（平成23年）2月28日、日本製薬工業協会を自主退会した（その後、2012年5月に再入会）[90]。

### 毒物混入
- 2011年（平成23年）4月27日の午後2時30分頃、横浜事業所の研究棟で、同僚の男女5人に劇物の硫酸タリウムが入ったウーロン茶を飲ませたとして、研究員の男（40歳）が傷害容疑で逮捕された。
- ウーロン茶は研究棟であった女性社員の結婚祝いで出されたもので、男は粉末状の硫酸タリウムの小瓶を薬品庫から持ち出し、事件の数日前、水に溶かして研究棟の冷蔵庫にあったウーロン茶のペットボトルに混入したという。

### C型肝炎治療薬で重篤な副作用が発生
- 同社が2011年（平成23年）から発売したC型肝炎治療薬「テラビック（テラプレビル）」を服用した患者のうち、4人に1人の割合で皮膚炎や肝不全などの重篤な副作用が発生していたことが判明し、また、このうちの15人が死亡していたことが明らかとなった。
- 臨床試験の段階で危険性が指摘されていたにもかかわらず、医師の判断で処方されていたものとされていた。

### 旧・ミドリ十字による不祥事
- 薬害エイズ事件・薬害肝炎・フィブリノゲン問題

## 政治との関わり
- 2003年（平成15年）から2006年（平成18年）まで民主党に政治献金を行っている[91]。